# Messac (Ille-et-Vilaine)
Pour les articles homonymes, voir Messac.
Messac est une ancienne commune française située dans le département d'Ille-et-Vilaine en Région Bretagne. Elle a fusionné le 1er janvier 2016 avec Guipry pour former la commune de Guipry-Messac.

## Géographie

### Situation
La commune est située sur la rive gauche de la Vilaine. Elle fait face à celle de Guipry située sur la rive droite. Les deux bourgs sont reliés via un pont par les ports de Messac et de Guipry.
|        | Saint-Malo-de-Phily     | Pléchâtel                        |
| Guipry | Messac                  | Bain-de-Bretagne, La Noë-Blanche |
| Langon | Sainte-Anne-sur-Vilaine |                                  |

Messac et Grand-Fougeray ne sont pas limitrophes bien que leurs frontières ne soient séparées que d’une cinquantaine de mètres.

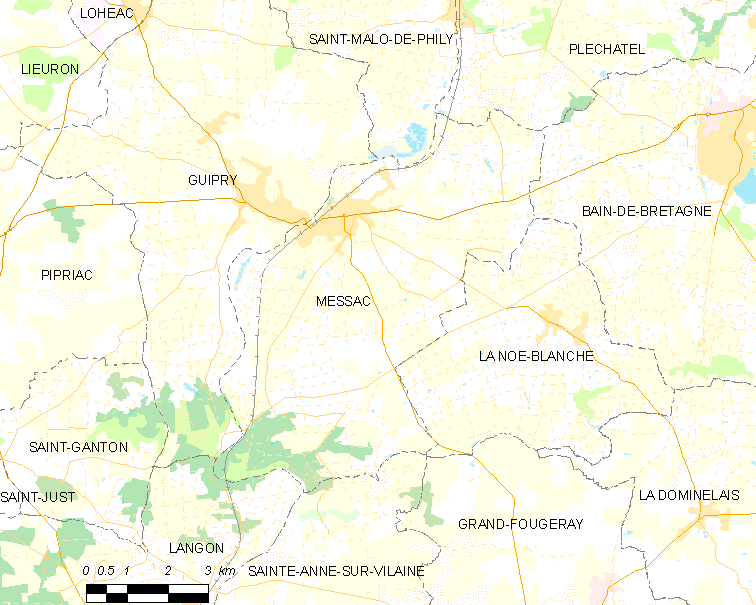
Carte de la commune de Messac et des communes avoisinantes.

### Relief et hydrographie

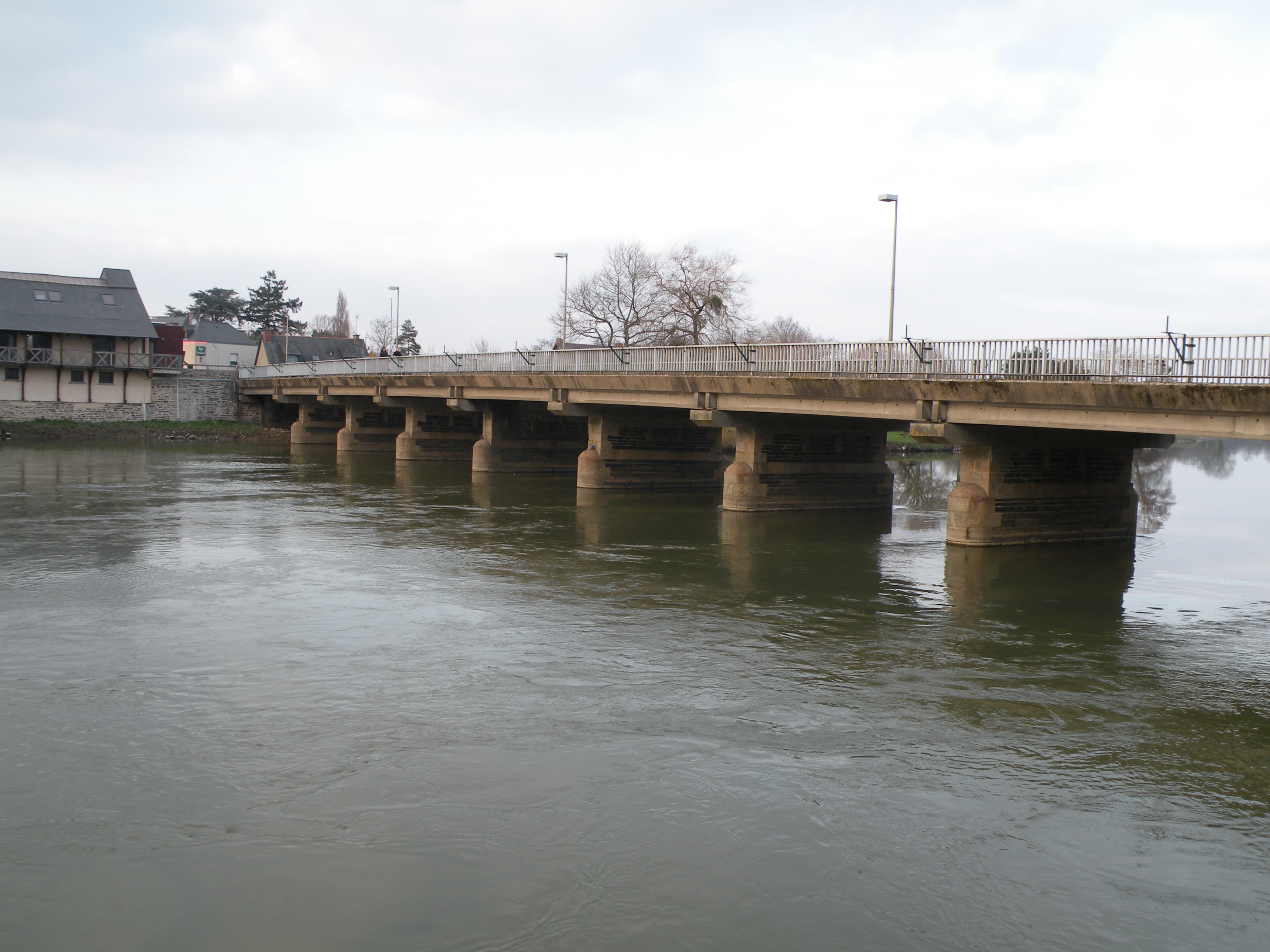
Le pont sur la Vilaine vers Guipry.
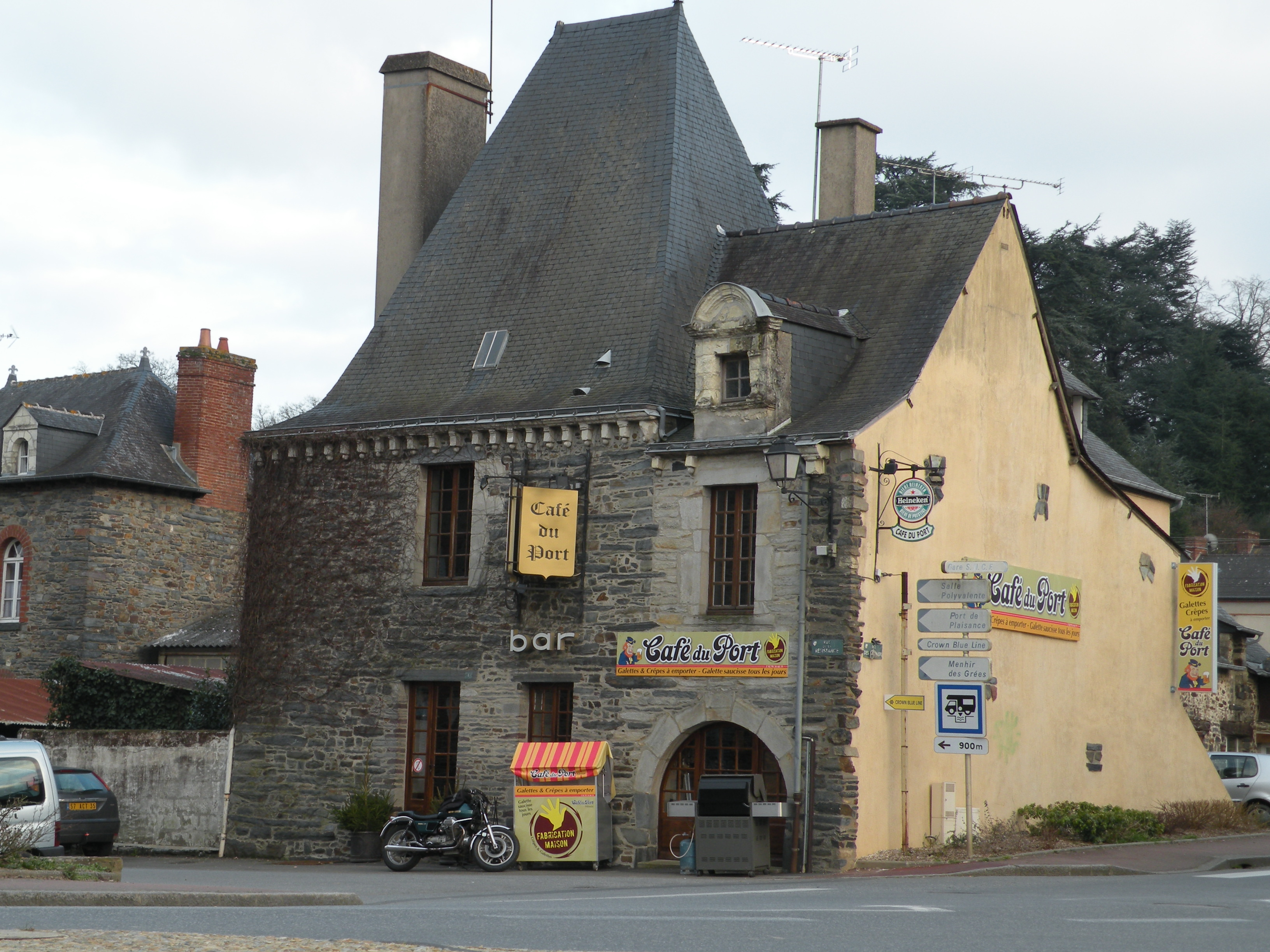
Le Café du Port, maison du XVIe siècle.
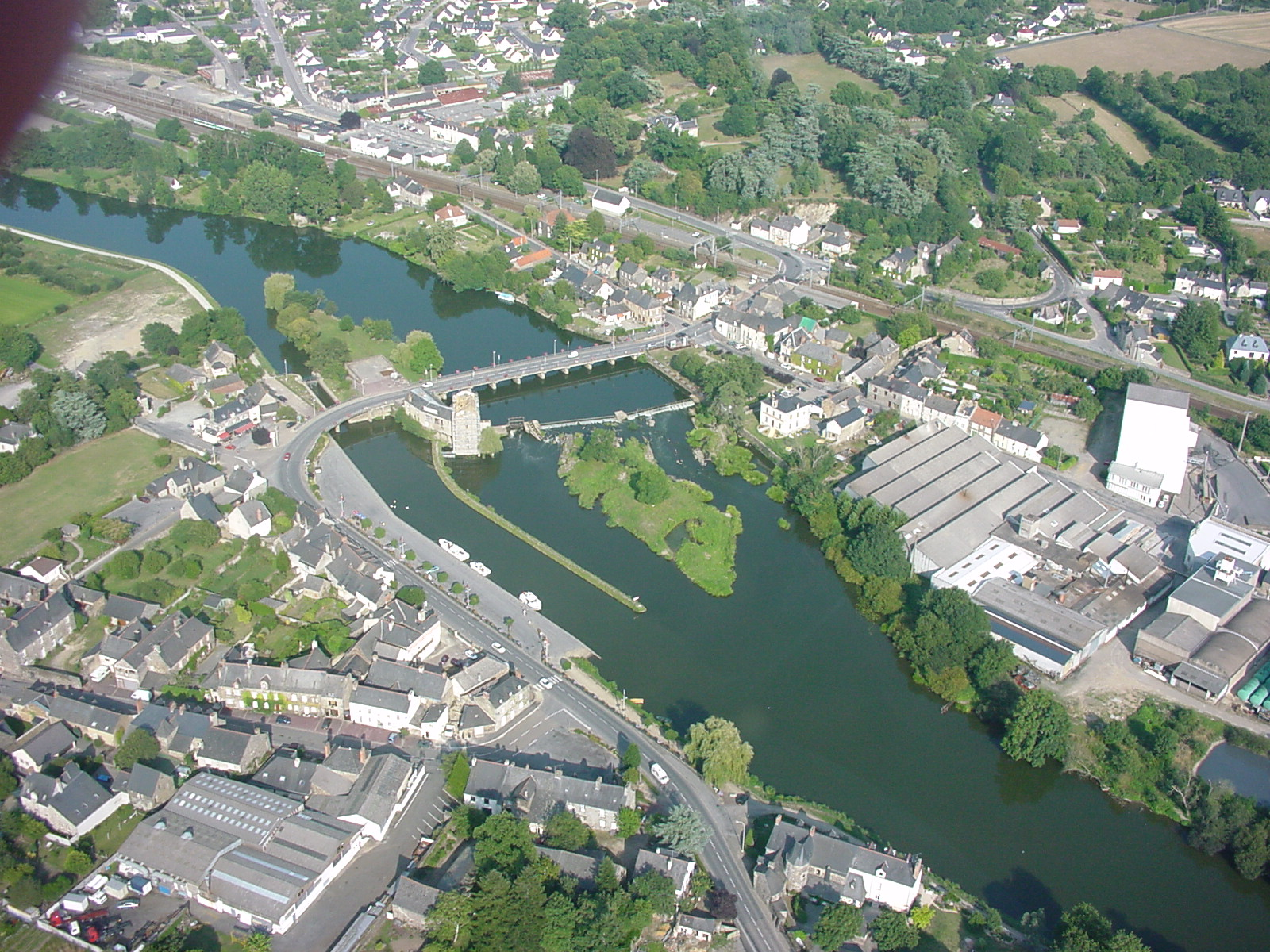
Le port entre Guipry et Messac en 2004 (vu d'hélicoptère).

#### Des inondations graves et fréquentes
Le risque d'inondation est élevé à Guipry et Messac. Les crues de la Vilaine provoquent des inondations fréquentes à Guipry et Messac : mesurés à l'écluse de Guipry, la crue des 27 et 28 janvier 2025 (une inondation s'était déjà produite 15 jours auparavant) a atteint un pic de crue record à 3,81 m (plus de 300 personnes ont dû être évacuées, 346 maisons inondées, le pont reliant Guipry et Messac submergé, le trafic ferroviaire interrompu pendant plusieurs jours), effaçant la marque de celle du 6 janvier 2001 qui était à 3,58 m, celle du 23 janvier 1995 (3,41 m) et du 22 décembre 2019 (2,55 m) ; en remontant plus loin dans le temps, nombreuses furent aussi les nombreuses furent aussi les inondations : par exemple en 1772 de graves inondations détruisirent le pont reliant Guipry et Messac ; celles du 2 décembre 1910 et des 3 et 4 janvier 1936 ont aussi été très importantes.

### Transports

#### Voie ferroviaire

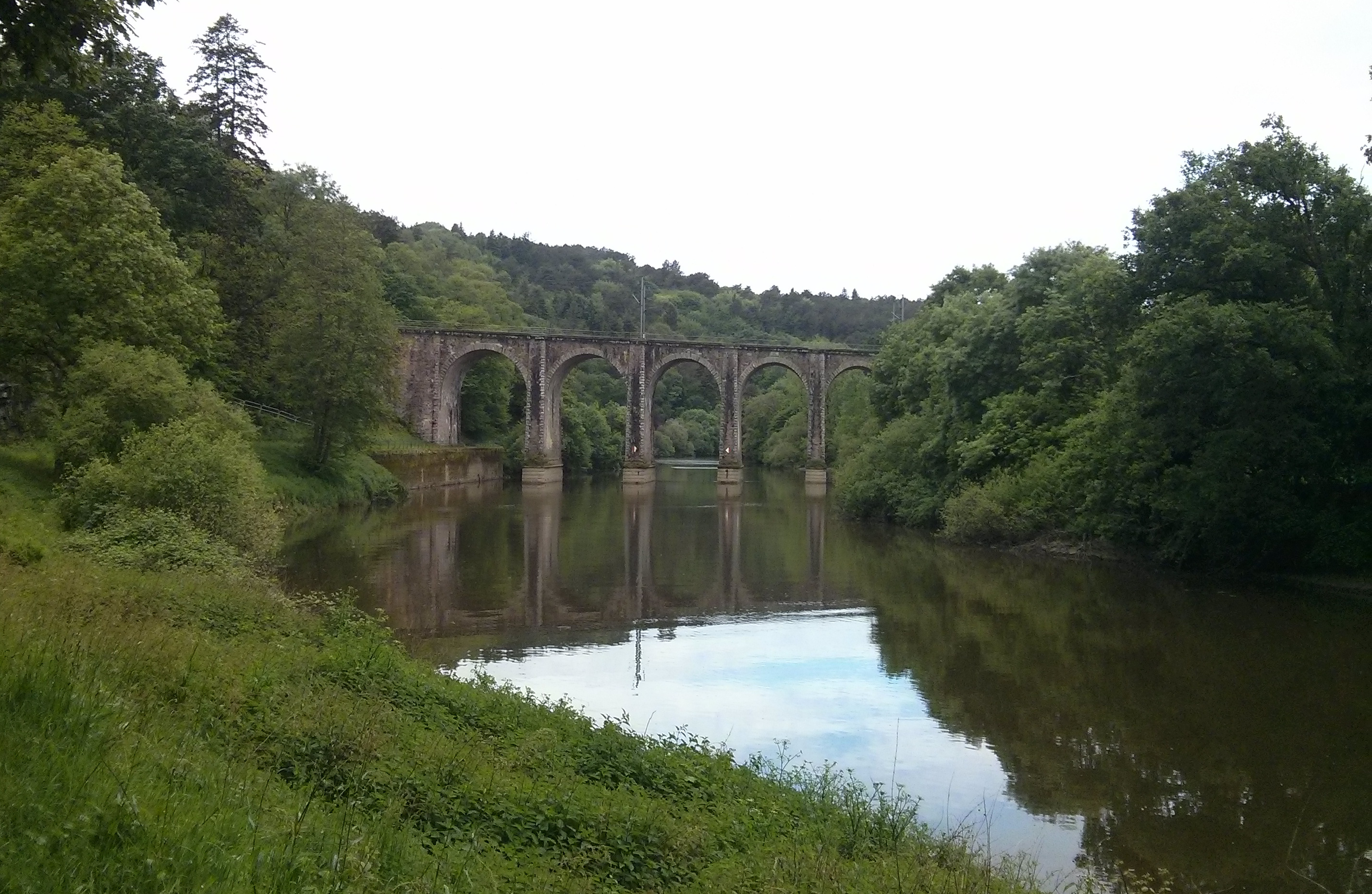
Le pont ferroviaire sur la Vilaine aux Corbinières.
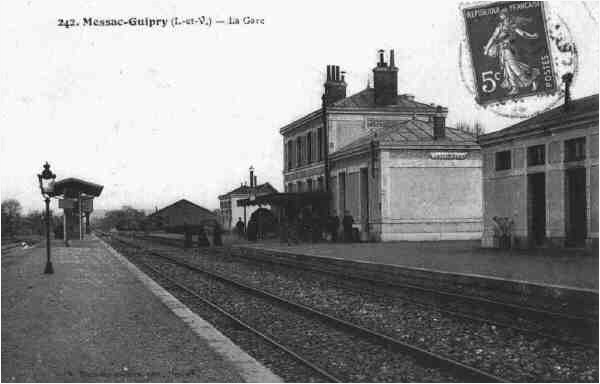
La gare de Messac-Guipry en 1891.
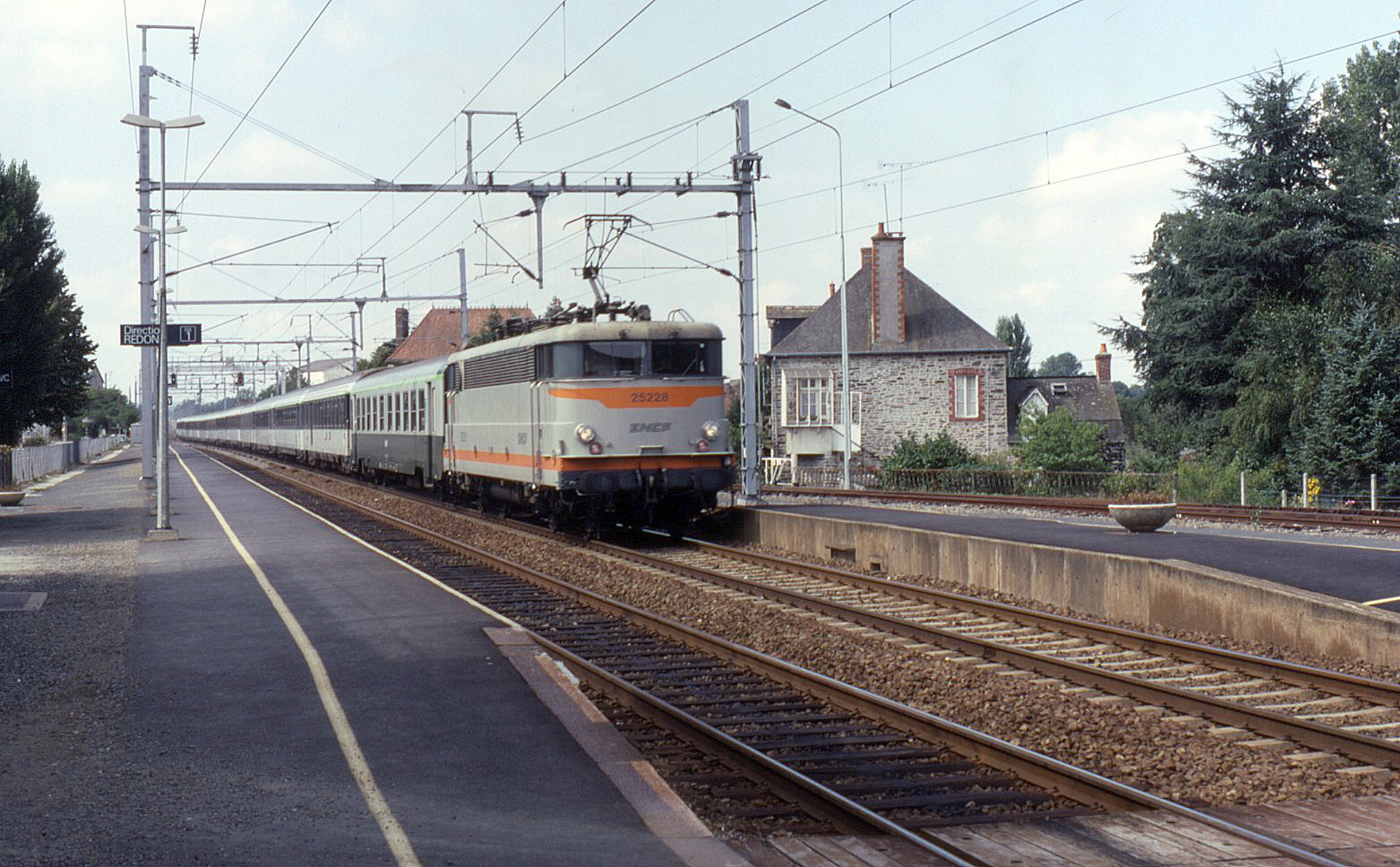
Train Quimper-Paris tiré par une locomotive BB 25228 en gare de Messac-Guipry (21 août 1992).
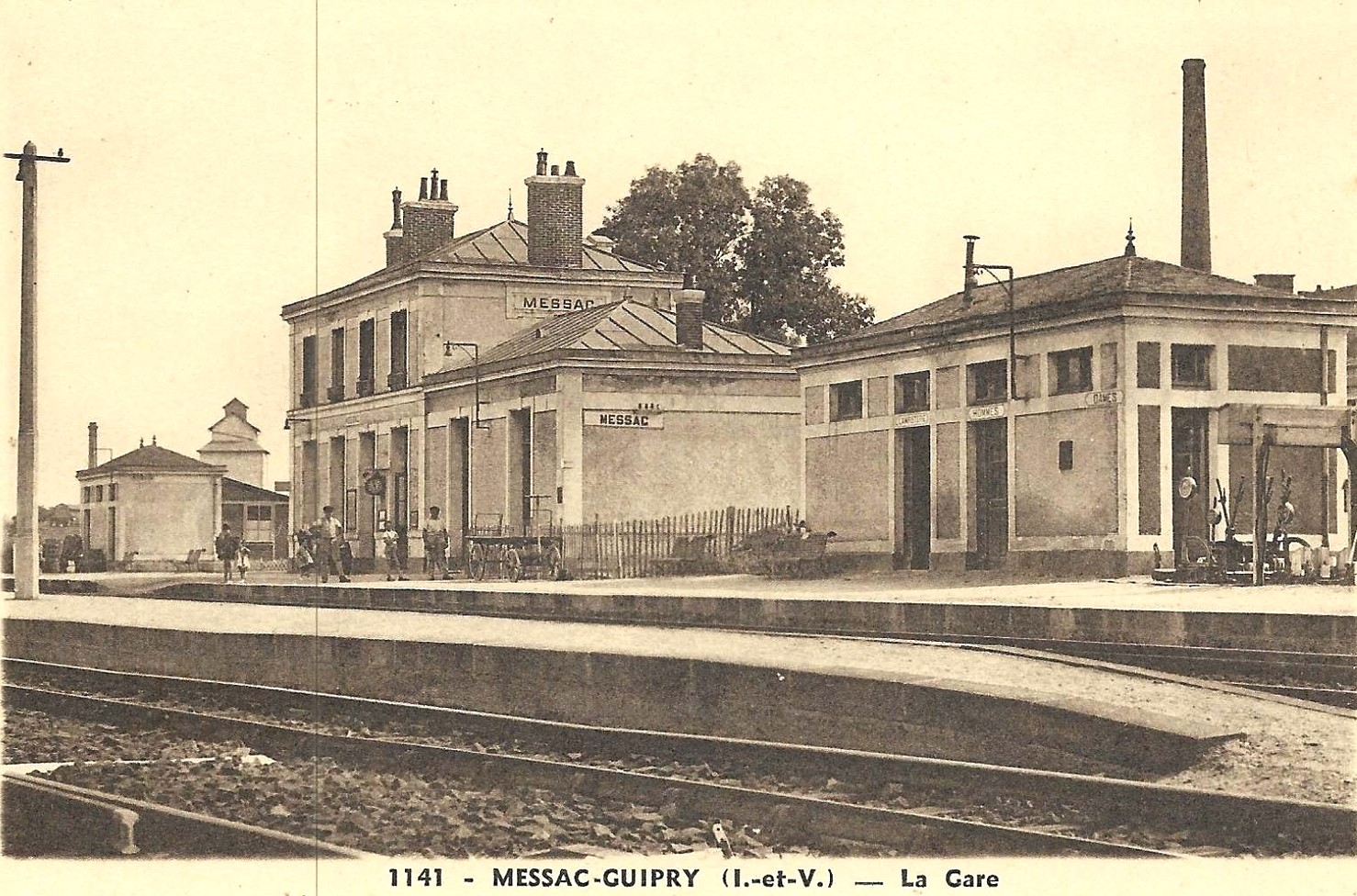
La gare de Messac vers 1930 (carte postale).
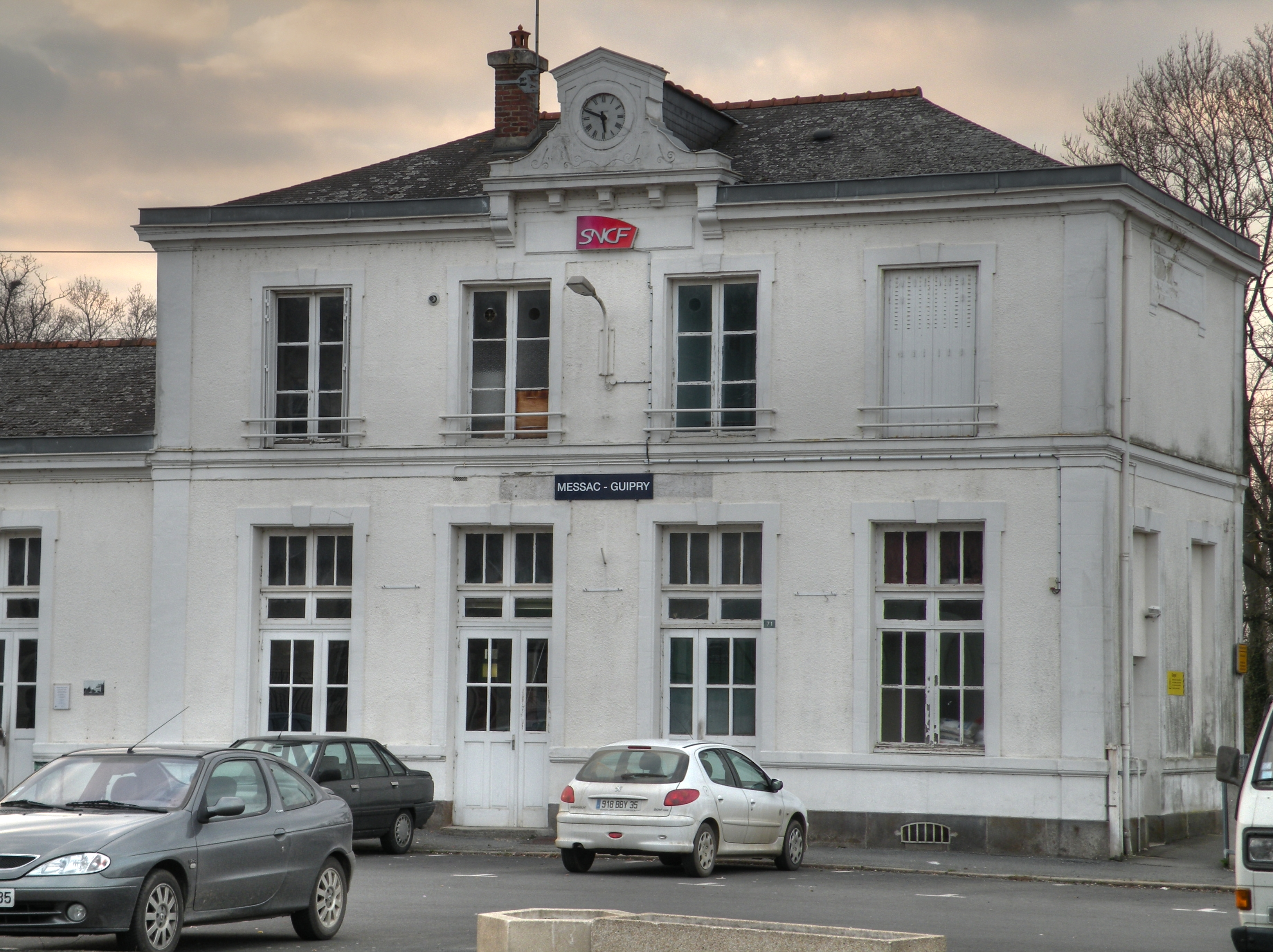
La gare de Messac-Guipry en 2009.

#### Voie fluviale
Le trafic marchandises a cessé depuis la décennie 1970. Le port de plaisance de Guipry-Messac, avec une capacité de 90 emplacements, a été créé en 1979 ; il a été agrandi en 1991 et a désormais une capacité de 166 emplacements et est géré par le réseau "Le boat".

### Paysages et habitat
Messac présente un paysage agraire traditionnel de bocage avec un habitat dispersé formé de nombreux écarts formés de hameaux et fermes isolées.
Le Bois de Bœuvres, au sud du château éponyme et de la commune, est le principal espace boisé.

## Toponymie
Le nom de la localité est attesté sous les formes Metiacus en 843 sur une carte de Redon, Mezac en 1089, Mechac en 1279, Messacum en 1516.
Nom de domaine d'origine gallo-romaine metiacum formé sur le nom d'homme gaulois Metius et le suffixe de localisation –acum / -iacum (du gaulois –akon / -iakon), avec le sens général de « domaine de Métius ».
Une autre hypothèse est possible : comme pour Mecé (Metiaco en 1104), le nom de Messac pourrait être composé sur le latin meta (borne) et signifierait donc « le lieu de la borne ». Messac se trouvait autrefois à un gué de la Vilaine, où passait la voie romaine d’Angers à Carhaix. La rivière marquait à cet endroit la frontière entre les cités gallo-romaines des Coriosolites, à l’ouest et des Riedones à l’est, et plus tard entre les évêchés de Saint-Malo et de Rennes.[réf. nécessaire]
La terminaison en -ac et non en -é indique que le breton était parlé dans la commune au IXe siècle.
Le nom de la localité en gallo, la langue régionale locale, est Msa ou Meussa.

## Histoire

### Préhistoire
Plusieurs vestiges de la Préhistoire sont visibles sur le territoire de la commune de Messac, notamment les menhirs des Grées et des dizaines de cupules datées du Néolithique et de l'Âge du Bronze aménagées sur des rochers de la Vilaine (village de Clédy, port de Messac), visibles en toutes saisons ou lors des basses eaux. Une allée couverte, située à 300m au nord est des menhirs des Grées, a été malheureusement détruite en 1970.

### Moyen-Âge
Des vestiges très entamés d'une motte féodale se trouvent à Raulin sur la rive gauche de la Vilaine face à celle située sur l'autre rive à Baron en Guipry. Un gué dallé existait à cet endroit dans le lit de la Vilaine. À l'extrémité sud de la commune (à la limite de la commune actuelle de Sainte-Anne-sur-Vilaine) sur la rive gauche de la Vilaine, le lieu-dit "l'Ermitage", un rocher élevé et taillé à pic du côte du cours d'eau, correspond à la retraite de trois ou quatre cénobites. A. Marteville et P. Varin écrivent en 1843 qu'on y voit encore quelques murs d'enceinte et les murailles de l'habitation elle-même et qu'une carrière de phyllade est exploitée pour la reconstruction des écluses de la Vilaine.
En 843, la bataille de Messac voit la victoire de Renaud d'Herbauges sur les Bretons de Nominoë, alliés à Lambert de Nantes. Messac est alors située aux confins du comté de Nantes et de l’évêché d'Aleth.
Au Moyen-Âge, les ports de Guipry et Messac connaissaient un trafic important, car ce double port était le terminus de la navigation (les bateaux étaient tirés par des hâleurs) sur la Vilaine et les marchandises venant de l'aval, notamment à destination de Rennes, y étaient déchargées pour être acheminées ensuite par voie terrestre ; le commerce du sel, venant principalement des marais salants de Guérande, était déchargé sur place et emmagasiné dans les salorges des négociants locaux. Il est ensuite vendu à des marchands de sel (sauniers), qui le distribuent aux habitants de la région, ou acheminé, sous contrôle, sur les greniers à sel des provinces limitrophes de la Bretagne (Anjou et Maine), où se pratiquait la gabelle (la Bretagne en était exempte), la contrebande effectuée par les faux-sauniers étant également importante ; une caserne de gabelous existait au port de Guipry ; des toponymes comme Le Sel-de-Bretagne et Saulnières gardent le souvenir de ce « chemin des Saulniers » partant de Guipry et Messac en direction de ces deux provinces.
Jean-Baptiste Ogée indique comme maisons nobles en 1400 Beaumont (au seigneur de Châteaugiron), Messac (à Jean de la Chapelle), Chartes (à Jean Giffart), Coasquen (à Éon du Hardat) et Baudouin (à Pierre Giffart) ; en 1480 un autre Jean de la Chapelle possède le château de Bœuvres ; les seigneurs de Bœuvres avaient un droit très ancien sur les aubergistes de Bain.

### Temps modernes
Michel-Vincent Cawiezel, prêtre irlandais venu jeune en Bretagne et pourvu le 6 juillet 1771 de la cure de Messac où il mourut le 16 janvier 1786 fut dès 1741 le premier cultivateur de pommes de terre en Bretagne, bien avant que Parmentier n'en démontre l'innocuité en 1779 et donc en favorise la culture.

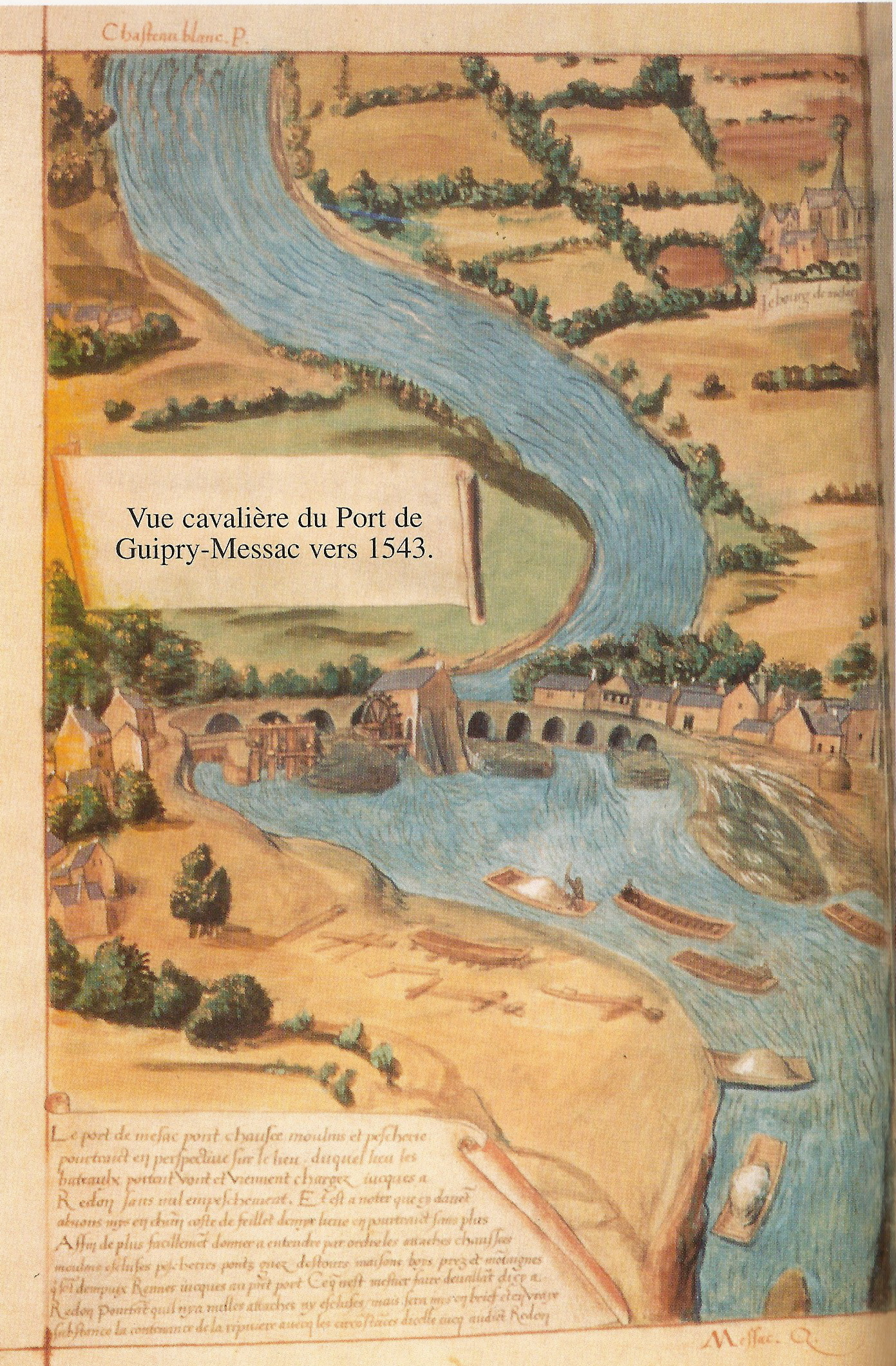
Port de Guipry (et Messac) en 1543.

La construction au XVIe siècle d'écluses en amont de Guipry et Messac, permettant désormais aux bateaux de remonter la Vilaine jusqu'à Rennes entraîna un déclin des ports de ces deux localités, qui s'aggrava à la fin du XVIIIe siècle, les États de Bretagne engageant en 1784 d'importants travaux effectués par le régiment de Penthièvre (reconstruction de l'écluse du port, construction d'un canal d'accès à cette écluse, construction de l'écluse de Mâlon, aménagement du chemin de halage au niveau de la Corbinière).

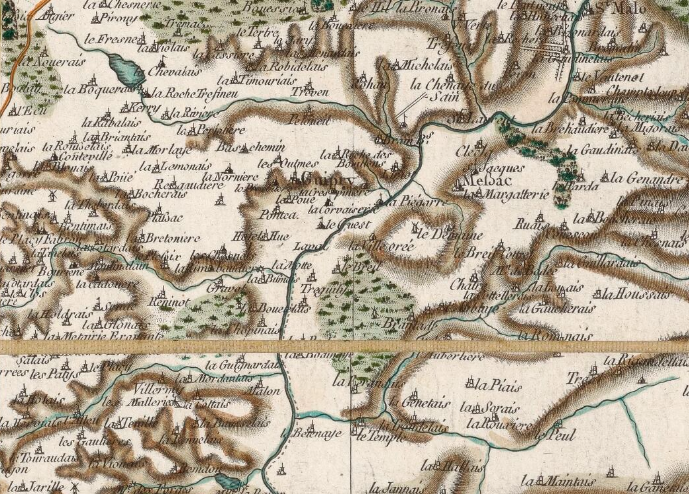
Carte de Cassini des paroisses de Guipry et Messac (1786).

Jean-Baptiste Ogée décrit ainsi Messac en 1778 :

« Messac : dans un fond, sur la rivière de Vilaine ; à 7 lieues un quart au Sud-Sud-Ouest de Rennes, son évêché et son ressort et à 4 lieues et demie de Derval, sa subdélégation. On y compte 2 400 communiants ; la cure est à l'Ordinaire. Il se tient un marché le mercredi à Messac. Ce territoire contient des terres bien cultivées , des prairies, et des landes dont le sol excellent mérite les soins du cultivateur. »

Jean-Baptiste Ogée précise aussi que la seigneurie de Bœuvres qui appartient alors à Jean-Baptiste de Pontcarré de Viarmes [décédé en 1775], dispose des haute, moyenne et basse justice et que la commanderie de l'Ordre de Malte dispose aussi d'une haute justice, qui ressortit à Rennes.
Se trouvaient à Messac des possessions du marquisat de la Marzelière (situé en Bain) et les terres nobles de Bœuvres, du Hardatz, du Vautenet, de la Pommeraye, de la Beucherais.

### Révolution française
L'assemblée du général de la paroisse de Messac en vue de la préparation des États généraux de 1789 se tint le 4 avril 1789  (une réunion s'était déjà tenue le 9 février 1789) en présence de 13 paroissiens sous la présidence de Nicolas Frétaud de la Marchandais, sénéchal et seul juge de la juridiction de la Marzellière et Bain. Julien Levaillant et Louis Jouadé furent choisis comme députés pour représenter la paroisse à l'assemblée du tiers-état de la sénéchaussée. Un cahier de doléances fut rédigé. Mais les paroissiens, mécontents de la manière dont cette réunion s'était tenue et du procès-verbal qui en avait été fait, se réunirent à nouveau, plus nombreux (54 paroissiens sachant signer et 300 autres déclarant ne savoir signer) au domicile et sous la présidence de Julien Fredel (de la Rondelais), et approuvèrent un nouveau cahier de doléances, plus revendicatif, copié sur celui de Saint-Senoux ; ils choisirent aussi deux autres députés pour les représenter : Pierre Guiheux (de Tréguer) et Augustin Duval (du port de Messac).
La population de la commune est favorable aux changements apportés par la Révolution française, surtout après la fin de la Terreur. La principale fête révolutionnaire est celle célébrant l’anniversaire de l’exécution de Louis XVI, accompagnée d’un serment de haine à la royauté et à l’anarchie, fêtée à partir de 1795. La fondation de la Ire République est aussi fêtée tous les ans.
Anne-Joseph Guérin fut pourvu de la cure de Messac le 11 janvier 1786 (il succède à Michel-Vincent Cawiezel) ; prêtre réfractaire, il s'exila en Espagne en 1793 ; il redevint recteur de Messac après le Concordat en 1803 et mourut le 17 mars 1831 âgé de 74 ans.

### LeXIXesiècle
Un nouveau pont (à péage jusqu'en 1860) permettent le franchissement de la Vilaine, remplaçant celui détruit par l'inondation de 1772, est mis en service en 1837 et la ligne de chemin de fer entre Rennes et Redon en 1862.
La Noë-Blanche a été une trève de Messac, érigée en paroisse le 19 août 1847 , et dès 1852 elle devient indépendante par démembrement de la commune de Messac. « La commune de Messac (..) a une superficie de 6 404 hectares, qui se divise en deux sections bien distinctes : Messac, dont le bourg, placé à l'une des extrémités est le chef-lieu, et la Noë-Blanche qui forme l'autre extrémité de la commune. Il en résulte que cette dernière, composée de plusieurs villages, est dans des conditions très défavorables pour ses relations avec son chef-lieu dont elle est éloignée de 7 à 11 kilomètres. La section de la Noé-Blanche a déjà une succursale et une maison d'école qui réunit quatre-vingts enfants ; elle aura 2 222 hectares et 800 âmes de population ; elle demande aujourd'hui que l'on complète ces avantages en l'érigeant en commune distincte (..) ».

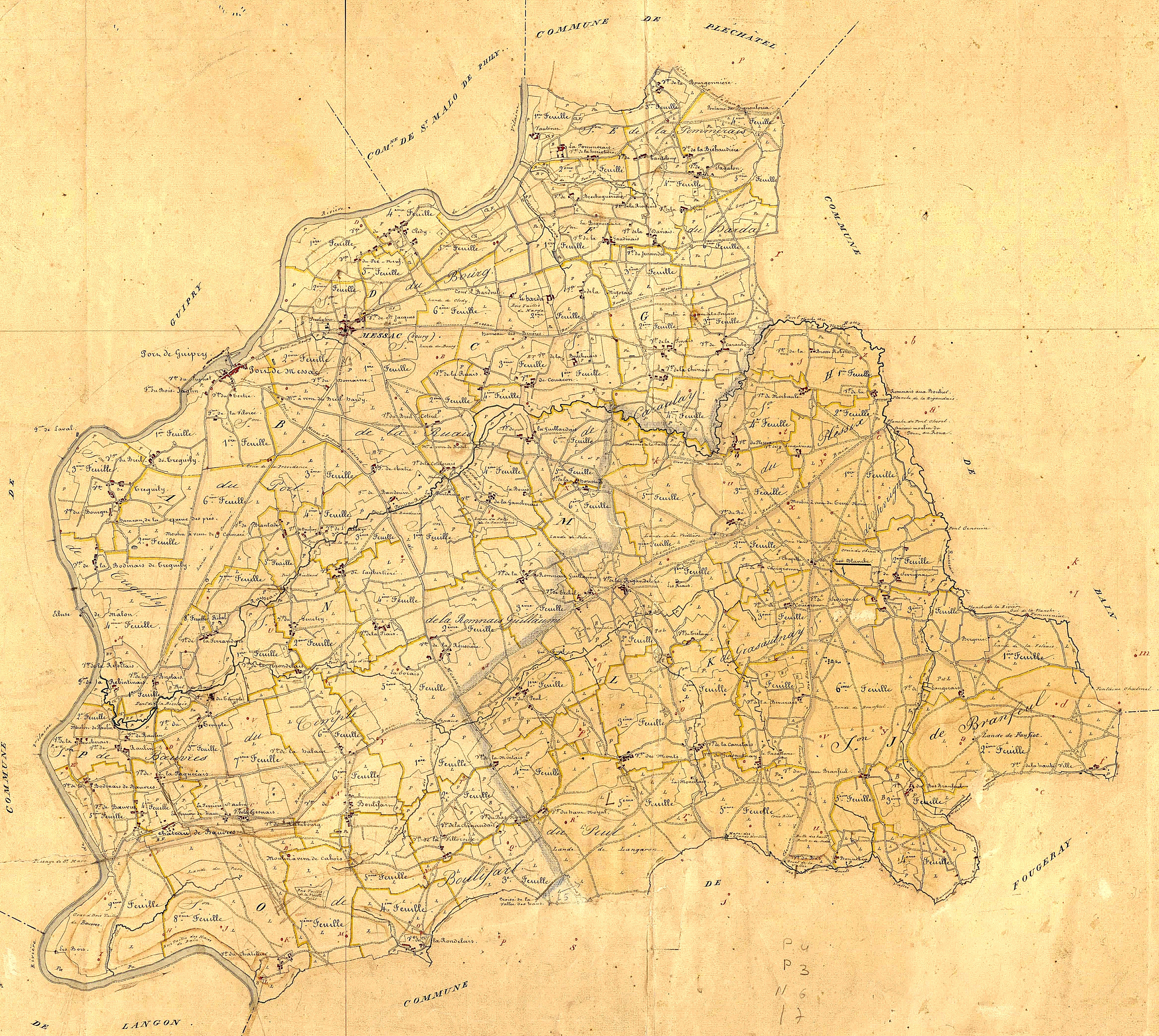
Plan cadastral de Messac datant de 1838.

A. Marteville et P. Varin, continuateurs d'Ogée, décrivent ainsi Messac en 1853 :

« Messac (sous l'invocation de saint Abdon et saint Sennen, marqués le 29 juillet dans le bréviaire romain) ; commune formée par l'ancienne paroisse de ce nom ; aujourd'hui succursale. (..) Principaux villages : Cledy, Vautenet, la Bourgonnière, Sagalon, la Baviais, Caraulay, Merhaulé, la Romnais-au-Boulier, le Plessix, le Bé, Sevrignac, Langerais, Haute-Ville, Franfeul, Grasaulnais, les Monts, Haut et Bas-Noyal, la Rondelais, le Châtellier, Bœuvre, Raulin, la Bodinais, Boulifart, le port de Messac. Maisons principales : le château de Bœuvres, la Pommerais, le Harda, le Temple. Superficie totale 6 404 hectares 44 ares, dont (..) terres labourables 1 935 ha, prés et pâturages 654 ha, bois 145 ha, vergers et jardins 81 ha, landes et incultes 3 369 ha (..). Moulins : 7 (de Raulin, à eau ; de Cormeré, du Breil-Hardy, de Bodel, de la Perrais, de la Terre-Noire, de Cahors, à vent). (..) Cette commune est traversée de l'est à l'ouest par la route de Bain à Guipry ; elle est limitée à l'ouest par la Vilaine, et contient au sud le grand bois taillis de Bœuvre. Il y a foire le premier mardi après la Saint-Philippe et le 31 juillet. Géologie : schiste argileux. On parle le français [en fait le gallo]. »

### LeXXesiècle

#### La Belle Époque
En janvier 1902, en vertu de la loi sur les congrégations, le conseil municipal de Messac donne un avis favorable à la poursuite de l'activité des Frères de l'instruction chrétienne de Ploërmel, qui enseignaient dans la commune depuis 65 ans.
Des épidémies de fièvre typhoïde et de rougeole survinrent à Guipry et Messac en février 1903.
Le 5 avril 1903 est mis en service le tronçon Messac-Ploërmel de la ligne de chemin de fer de Châteaubriant à Ploërmel, à voie métrique et voie unique ; elle dessert les gares de Guipry, Pipriac-Lohéac, Maure, Brulais, Guer, Port-Sec de Porcaro et Augan.

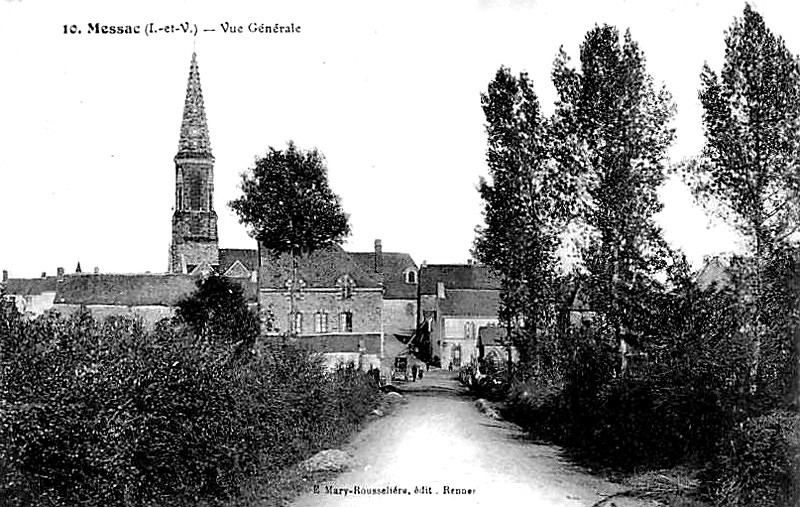
Messac ː vue générale au début du XXe siècle (carte postale Mary-Rousselière).
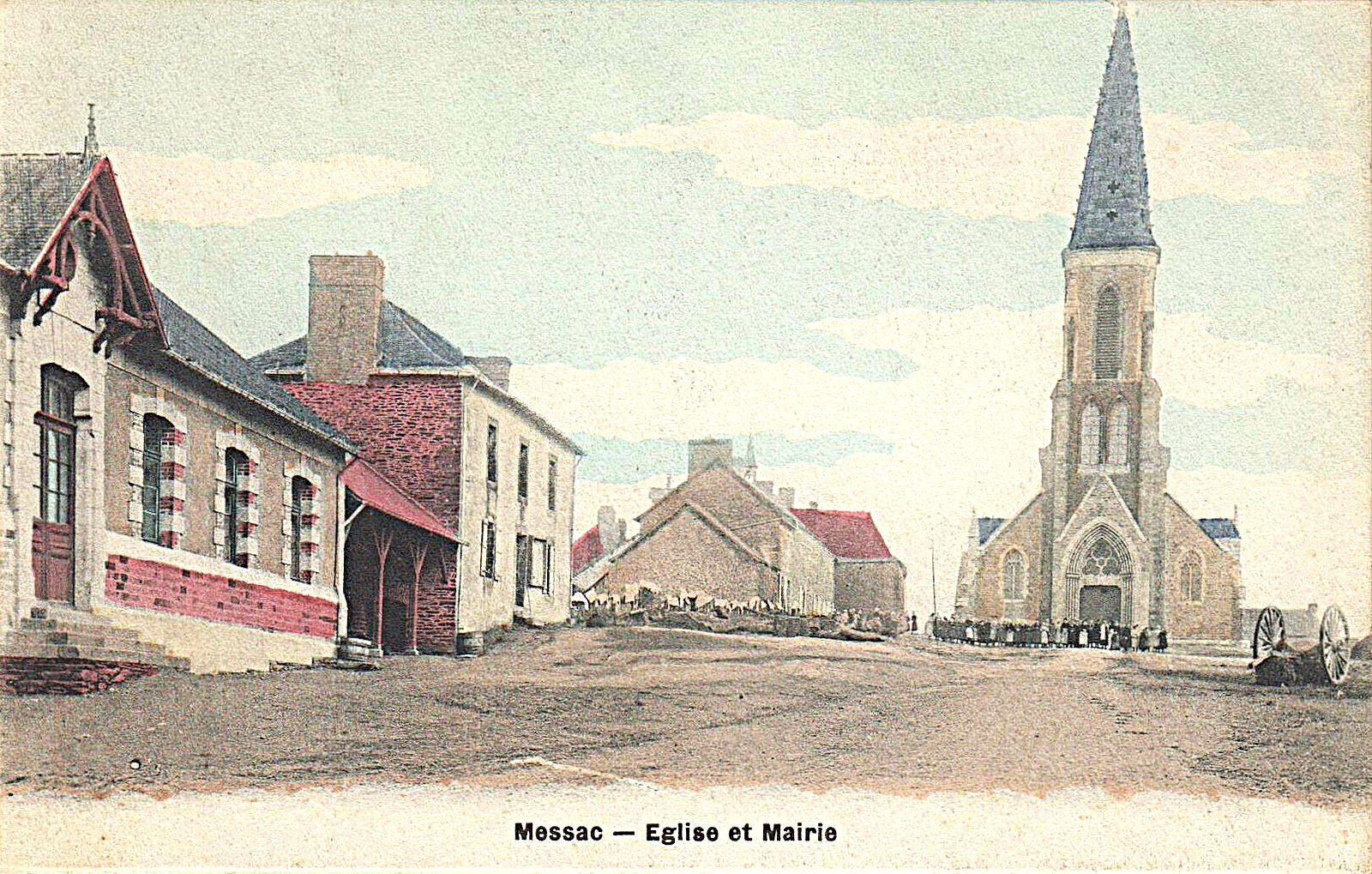
L'église et la mairie au début du XXe siècle (carte postale colorisée).
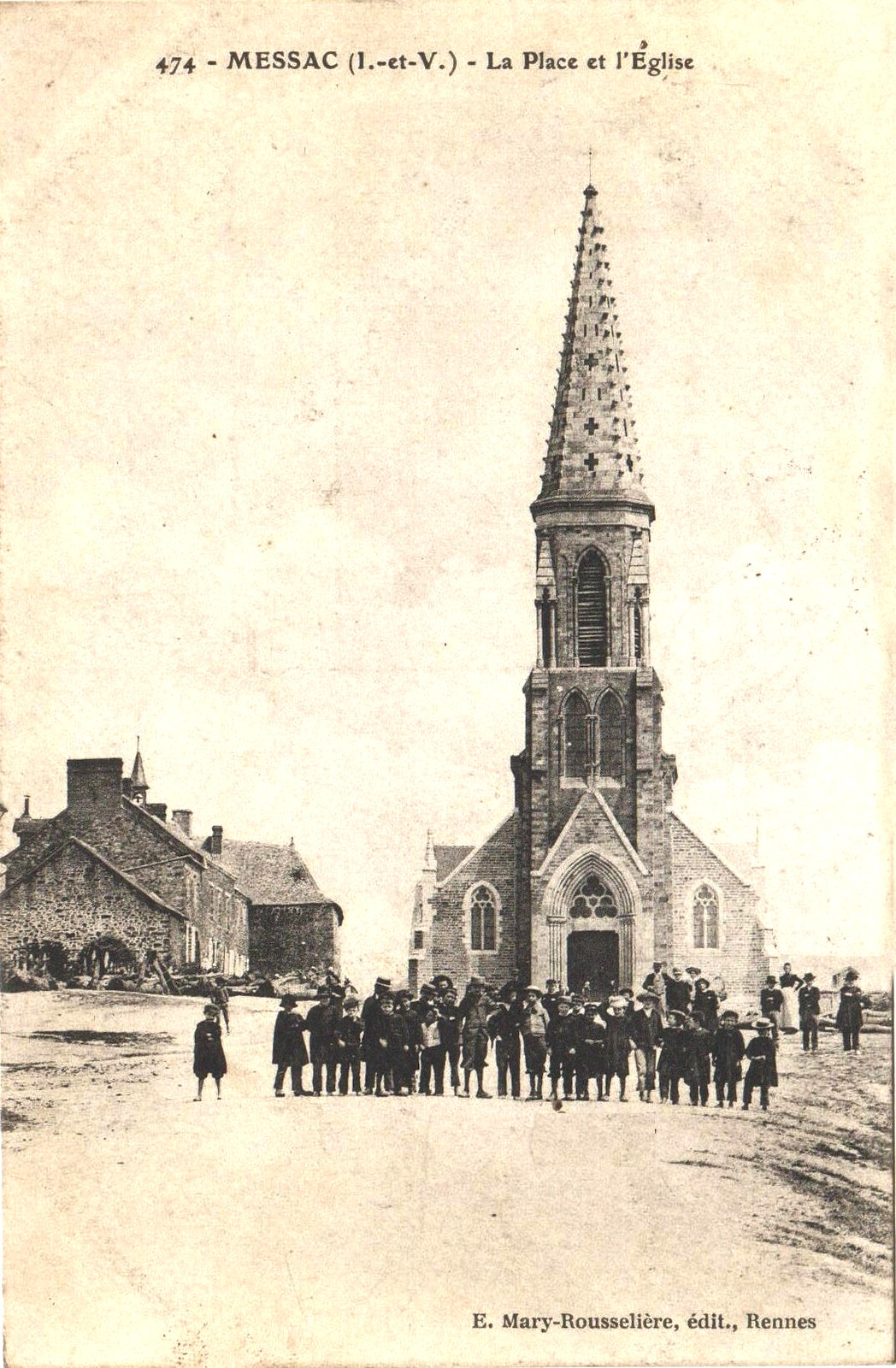
L'église paroissiale et la Place de l'église au début du XXe siècle (carte postale Mary-Rousselière).
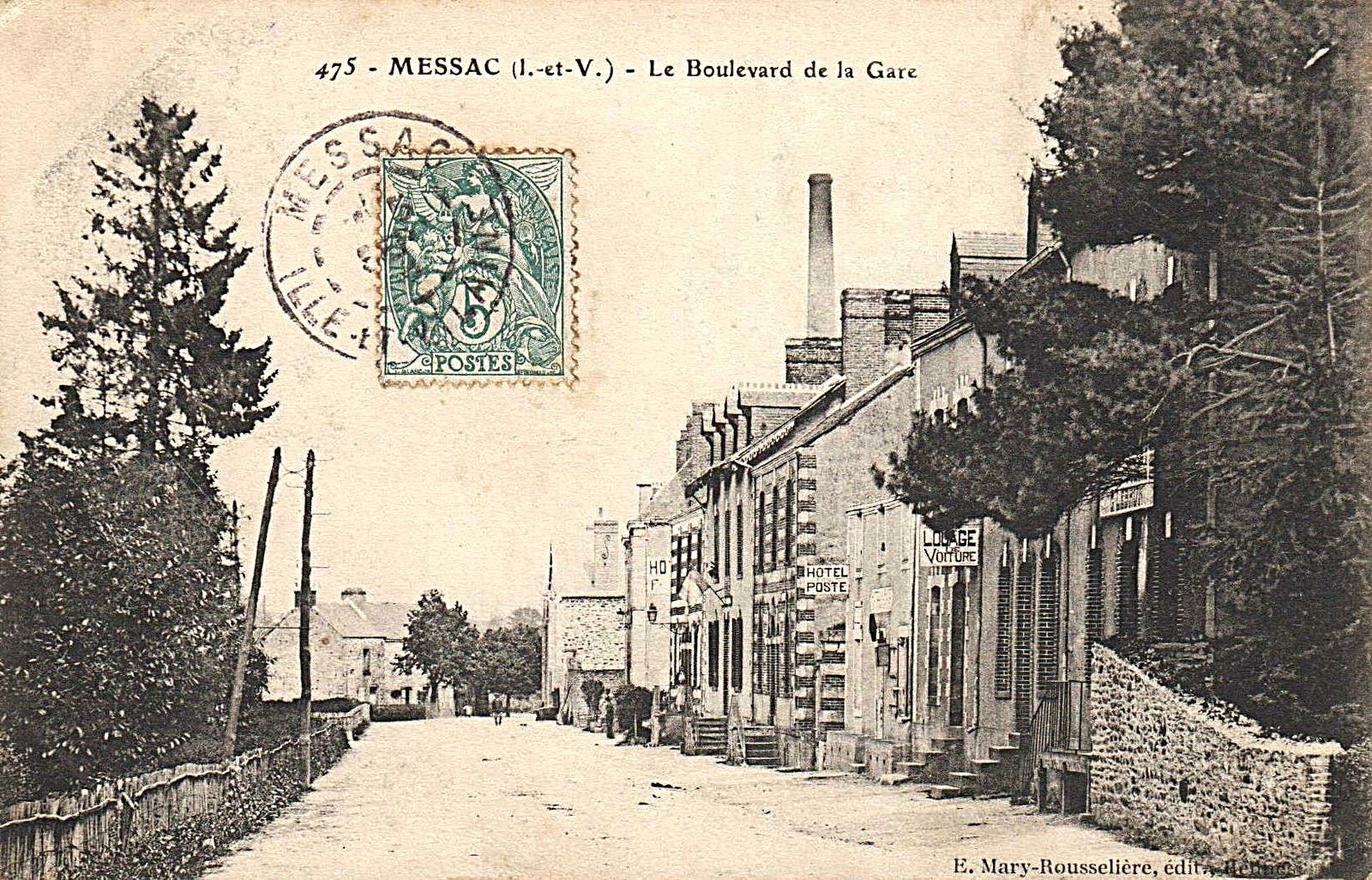
Le Boulevard de la Gare au début du XXe siècle (carte postale Mary-Rousselière).
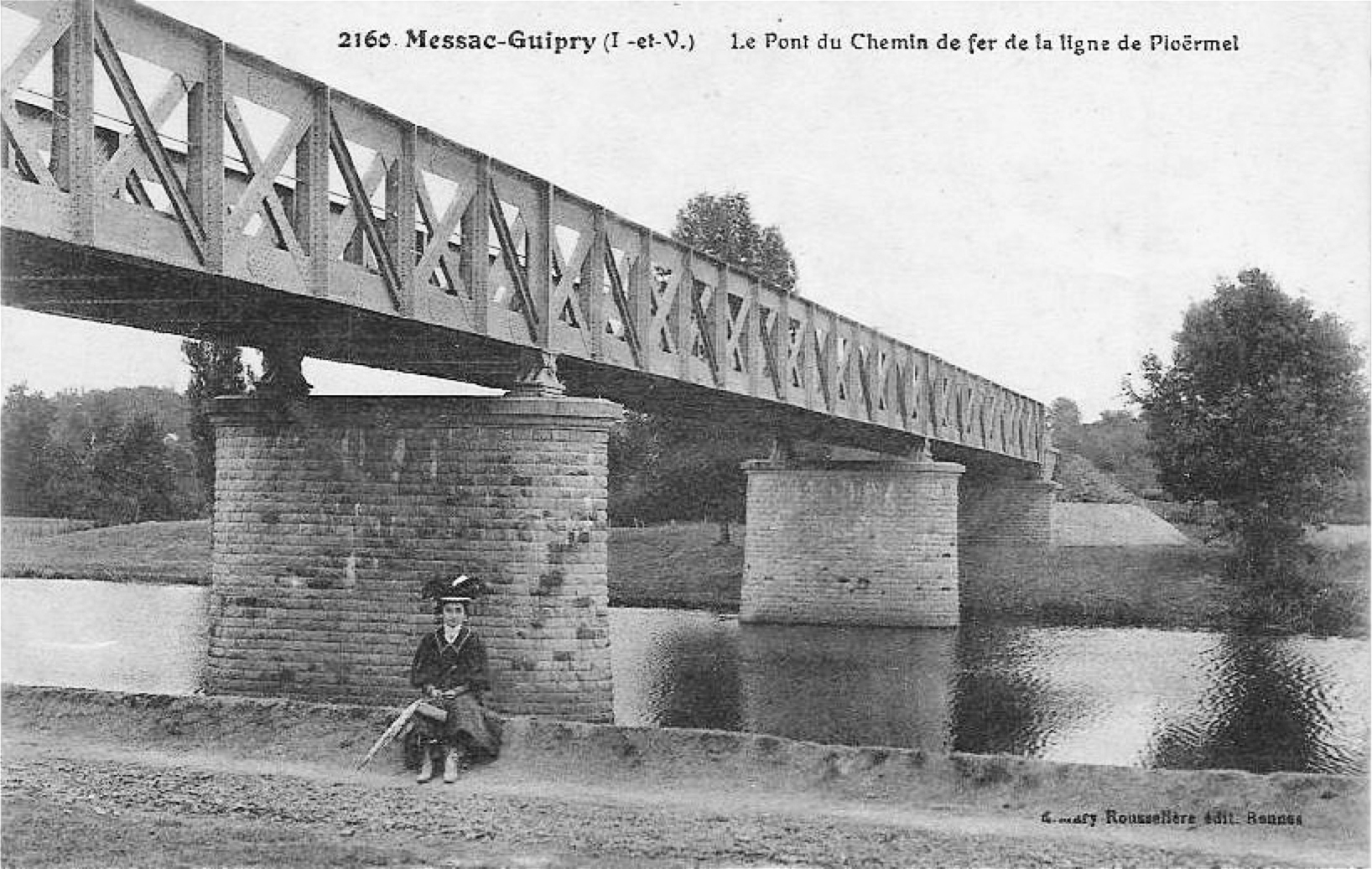
Le pont ferroviaire sur la Vilaine de la ligne de Châteaubriant à Ploërmel.
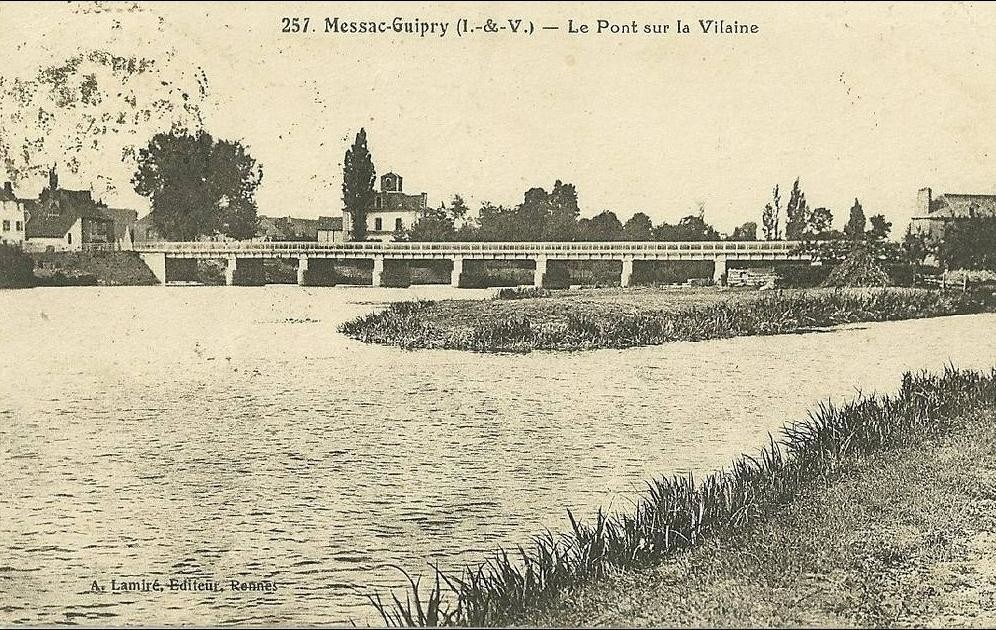
Le pont routier entre Guipry et Messac au début du XXe siècle (carte postale).
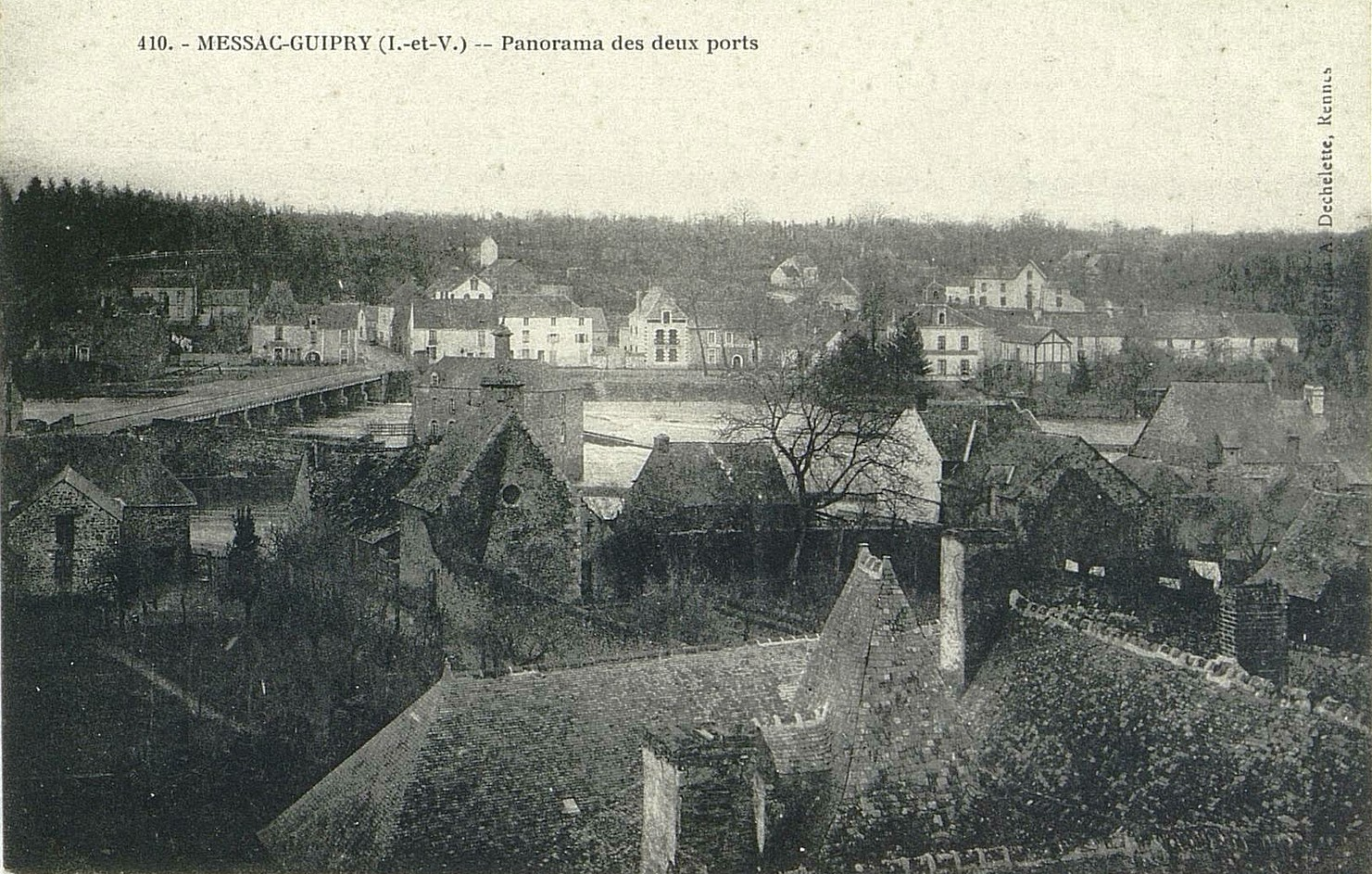
Les deux ports de Messac et Guipry au début du XXe siècle (carte postale).
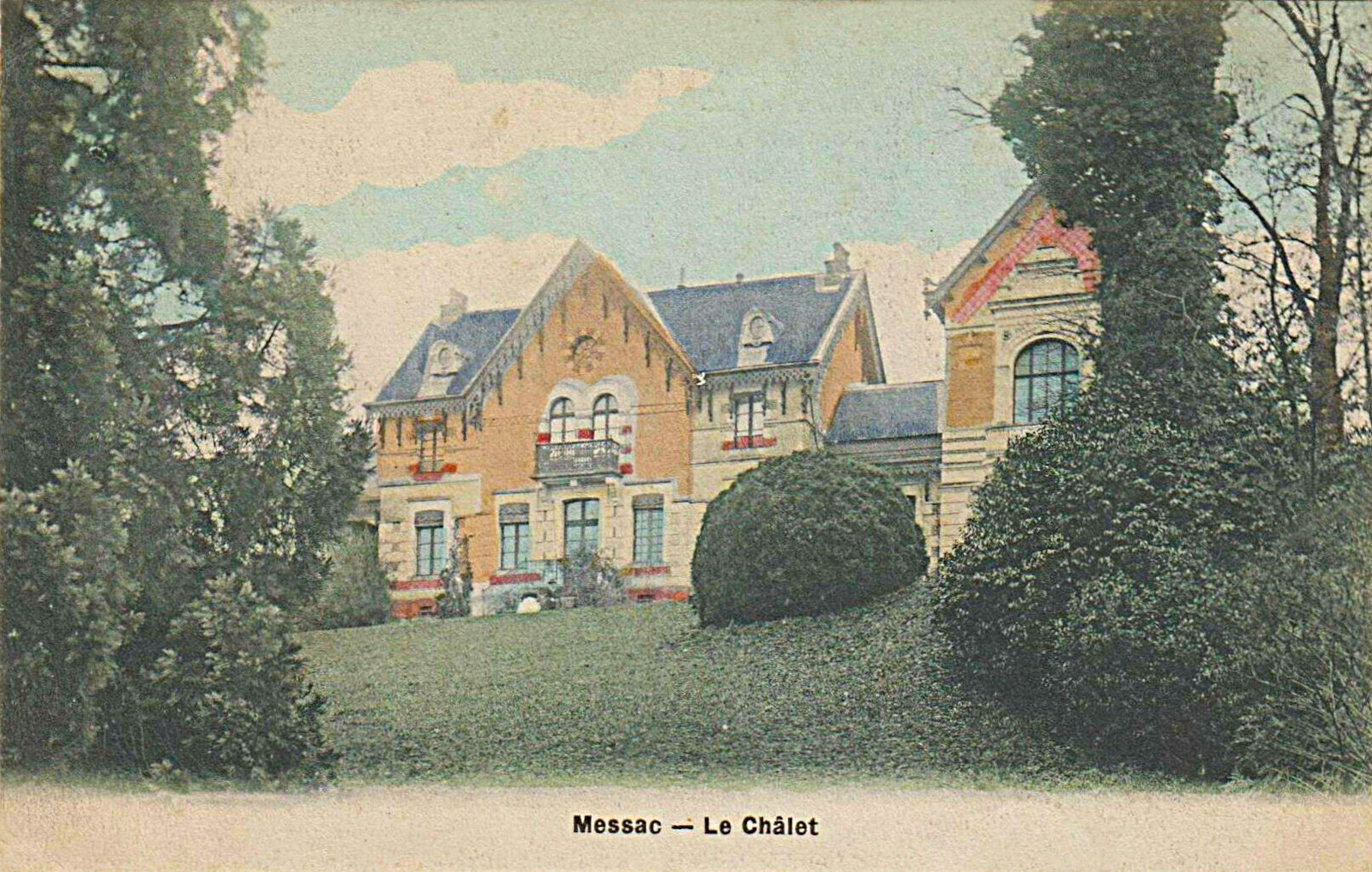
Le Chalet au port de Messac au début du XXe siècle (carte postale colorisée).
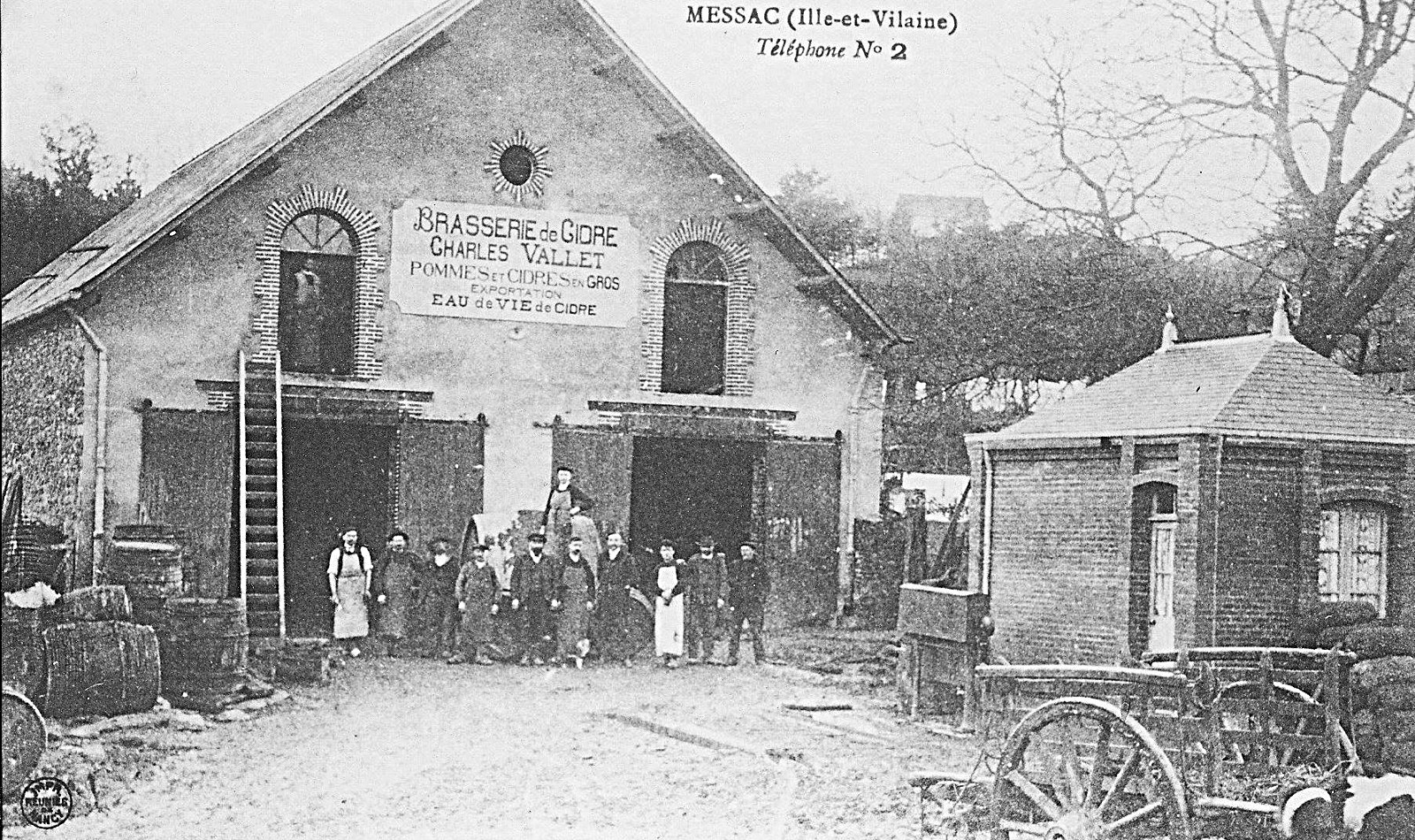
La cidrerie Charles Vallet à la gare de Messac-Guipry au début du XXe siècle (carte postale).

Des fêtes nautiques étaient organisées chaque année, associant les deux communes de Messac et Guipry : celles du 1er juillet 1906 par exemple connurent une forte affluence. Celles organisées le 15 septembre 1907 également: parmi les bateaux qui défilèrent, la Mouette, une reconstitution d'un bateau revenant du Pôle nord « tout chargé de glace, ayant à son bord des Esquimaux capturés dans le pays [sic], des oiseaux et des bêtes fauves de toute sorte ». Le curé de Messac, Perroteau, s'opposa à ces fêtes : en 1906, il refusa l'absolution aux jeunes filles ayant participé au défilé (dont le thème était "Noce bretonne" ; en 1907 il imposa comme pénitence aux jeunes filles venant se confesser pour le 15 août de ne pas assister aux fêtes et fit faire des prières aux enfants de l'école libre pour qu'il pleuve le jour des fêtes.

#### La Première Guerre mondiale
Le monument aux morts de Messac porte les noms de 120 soldats morts pour la France pendant la Première Guerre mondiale ; parmi eux 6 au moins sont morts en Belgique, dont 3 (Louis Chaplais et Joseph Guiheux à Rossignol et Jean Hamon à Virton) dès le 22 août 1914 ; Marcel Harel est mort accidentellement en mer lors d'une patrouille au large de la Tunisie en 1917 ; 
Joseph Lenormand et Marcel Leboēl sont morts de maladie en Grèce, le premier le 2 août 1917 et le second le 29 septembre 1918 ; Louis Deval est mort (de maladie) le 16 novembre 1918, donc après l'armistice, en Allemagne alors qu'il était prisonnier de guerre ; la plupart des autres sont morts sur le sol français, dont Auguste Jamoneau, tué  à l'ennemi le 30 septembre 1918 à Sommepy (Marne), décoré de la Médaille militaire et de la Croix de guerre.

#### L'Entre-deux-guerres
Hyacinthe Lorin était en 1913 l'un des principaux exportateurs de pommes de Bretagne vers l'Allemagne ; la perte du marché allemand en raison de la guerre le poussa à développer une activité de transformation des pommes en créant une confiturerie ("Confiturerie d'Arvor") produisant en 1918 gelée de pommes, jus de pomme et pommé, l'usine étant à proximité de la gare de Messac et raccordée au rail. Située sur le port, une cidrerie, créée vers 1903, possédée par Charles Vallet, produisait du cidre et fut l'une des premières à produire du cidre bouché (champagnisé) ; en 1930 Alphonse Vallais y installe une distillerie de cidre au nom de la coopérative agricole "La Fermière".
Le 1er juillet 1920 la deuxième voie de la ligne de chemin de fer de Rennes à Redon, qui avait été enlevée pendant la guerre en raison des besoins en acier pour le front, réinstallée, rouvre entre Rennes et Messac.
De grandioses "Fêtes de la Victoire" furent célébrées à Messac et Guipry le 20 juillet 1919. Le monument aux morts fut inauguré le 8 mai 1921.
En 1927, G. Molinié, industriel à Messac, proteste contre l'absence d'un corps de défense contre l'incendie à Messac, soulignant par exemple que lors de l'incendie de l'hôtel Malard en mars ce sont les pompiers de Guipry qui durent être appelés. Fin juillet 1934 plusieurs incendies successifs éclatèrent à la Corbinière, dévastant le bois de Bœuvres et menaçant le château ; la ferme attenante dut être évacuée ; plus de 500 sauveteurs accoururent pour combattre les incendies. Déjà pendant l'été 1933 plusieurs incendies dus à la sécheresse et provoqués par les escarbilles des trains faisant naître des feux dans les herbes sèches bordant les voies ferrées, avaient éclaté dans la même région.
Les inondations des 3 au 5 janvier 1936 furent importantes. Le journal L'Ouest-Éclair écrit que « le port de Messac-Guipry voit l'eau sans cesse augmenter le volume de ses bassin, et la rivière, débordant par-dessus les quais, envahit les habitations, Dans certaines demeures (..) l'eau atteint cinquante à soixante centimètres. Nombreuses sont les maisons qui sont bloquées (..). Dans Messac, transformée en cité lacustre, les barques , hier après-midi, sillonnaient le fleuve tourbillonnant ». Le pic de crue atteignit à Guipry 3,13 m le 4 janvier, dépassant le niveau atteint lors de la crue de janvier 1910. Ces inondations firent d'énormes dégâts. Déjà le 23 janvier 1919 la Vilaine avait déjà débordé, la route reliant Messac à Guipry avait été entièrement couverte et l'eau était entrée dans les maisons situées en bordure de la rivière, la crue atteignant 1,92 m ce matin-là contre 1,52 m le soir précédent et le 5 janvier 1931 la plupart des maisons du port de Guipry furent inondées, la crue atteignant un pic de 3,12 m à 10 heures du matin et l'eau dans certaines maisons une hauteur de 1,50 m.

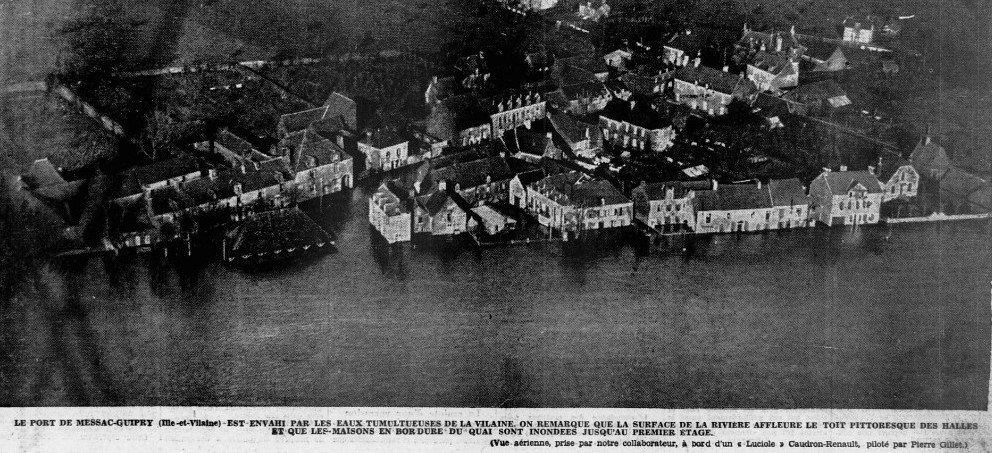
Photographie des inondations provoquées par la crue de la Vilaine des 3 et 4 janvier 1936 à Messac-Guipry (journal L'Ouest-Éclair du 5 janvier 1936).

Un club de football, l'US Guipryenne (dénommé U.S. Messac-Guipry lors de sa création en 1935), existait dans la décennie 1930. Mais on jouait déjà au football à Messac en 1915. Une fanfare, la "Clique de Messac", existait également.

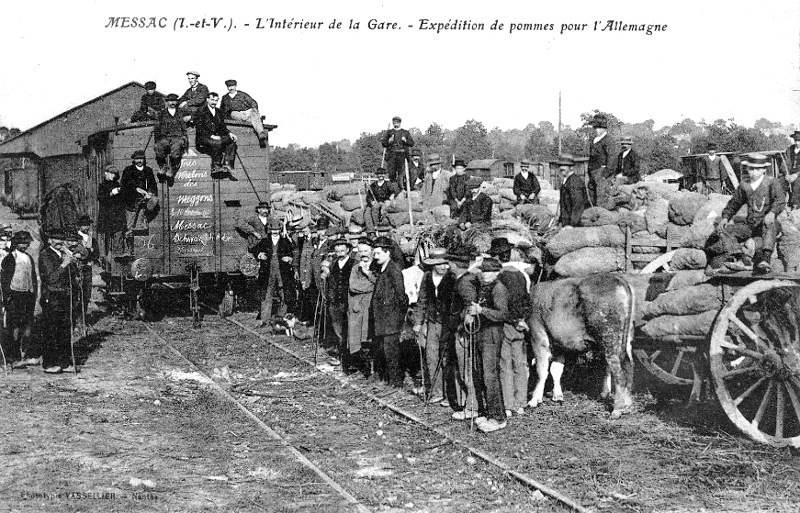
Expédition de pommes vers l'Allemagne depuis la gare de Messac (carte postale).

Un article publié en 1938 par le journal Ce Soir décrit l'exportation de gui vers l'Angleterre, par train depuis Messac et via le port de Saint-Malo. « Des charrettes de gui continuent d'arriver et les bœufs, couplés, patouillent dans les pommes écrasées. Car les pommiers ici sont rois, régnant par leur parasite et par leur fruit. On sait que leur fécondité a paradoxalement créé de la misère cette année, en Bretagne et en Normandie, où les fruits pourrissent par milliers de tonnes. (..) L'Allemagne achète bien une partie de la récolte pour faire du combustible à l'usage des tanks ! Mais les distilleries du pays sont gavées et recrachent la chair suante des pommes. Messac, empanaché des fumées de géants alambics, sent une grisante et lourde odeur de compote (..) Depuis des années [une femme] crie des ordres à ces rudes ouvriers de la terre qui se transforment pendant quinze jours en fleuristes-emballeurs et arriment les caissettes à raison de 192 par wagon. Cent tonnes en deux semaines partiront pour les Îles Britanniques ».

#### La Seconde Guerre mondiale
Le monument aux morts de Messac porte les noms de 19 personnes mortes pour la France pendant la Seconde Guerre mondiale ; parmi elles, Prosper Chevrier et Pierre Urvoy sont deux soldats morts au printemps 1940 pendant la Bataille de France ; Jean Langlais est mort en captivité en Allemagne en 1941 ; Roger Trunkenboltz, résistant FFI du maquis de Saint-Marcel, a été tué à l'ennemi le 17 juin 1944 à Sérent ; Marcel Bouget et Albert Briand ont été fusillés le 25 juin 1944 au port de Guipry ; Eugène Guiheux, aussi résistant FFI, tué  à l'ennemi au pont d'Ancenis le 6 août 1944 ; Julien Langlais et Paul Péniguel sont morts aussi le 6 août 1944, mais au château de Bœuvres en Messac ; Auguste Meilleray et Mathieu Robert deux jours plus tôt, également à Messac ; Marguerite Allard, résistante du S.O.E., membre du groupe Buckmaster, arrêtée le 1er décembre 1943 à Messac, morte le 26 janvier 1945 au camp de concentration de Ravensbrück .
En novembre 1942, Louis Bourgeais, mécanicien et garagiste à Messac, qui avait déjà constitué un bon groupe de résistants (ce groupe sera rattaché ultérieurement au réseau S.O.E. du colonel anglais Buckmaster), demanda l'aide du général Marcel Allard qui résidait aux Hautes-Folies en Messac, et qui devint un des chefs de l'Armée secrète en Bretagne sous les ordres du général Delestraint. Le général échappa de justesse à la Gestapo le 30 novembre 1943 (sa femme Marguerite et sa fille Madeleine furent arrêtées) et dut alors entrer dans la clandestinité.
L'avion Lysander type IIIA piloté par l'aviateur anglais John Perry Alcock, qui transportait de nuit le résistant Lucien Germereau, agent du S.O.E. venant de Londres, fut abattu probablement par erreur par un avion allié le 5 août 1944 à Messac ; une stèle commémorative le long de la route allant vers Saint-Malo-de-Phily, rappelle leur sacrifice.

#### L'après Seconde Guerre mondiale
Un soldat (Hilaire Morice) originaire de Messac est mort pour la France pendant la Guerre d'Indochine et deux (François Briand et Guy Dubois) pendant la Guerre d'Algérie.

### LeXXIesiècle

#### La fusion avecGuipry
Le 1er janvier 2016, la commune a fusionné avec la commune voisine de Guipry, pour former la commune nouvelle de Guipry-Messac.

### Héraldique
| Blason | Blasonnement : Écartelé : au premier d'azur aux trois croissants d'argent au corbeau de sable becqué d'azur, au troisième d'argent aux trois arbres arrachés de sinople, au quatrième de gueules au lion d'argent, couronné, lampassé et armé d'or ; sur le tout d'argent à la moucheture d'hermine de sable. |

## Politique et administration
| Période                                  | Période       | Identité                     | Étiquette | Qualité                                                                                             |
| ---------------------------------------- | ------------- | ---------------------------- | --------- | --------------------------------------------------------------------------------------------------- |
| Les données manquantes sont à compléter. |               |                              |           | |
| 1793                                     | a1794         | Frédéric Tendron de Vassé    |           | Officier public                                                                                     |
| 1794                                     | 1796          | Claude Tendron de Vassé      |           | Officier public.                                                                                    |
| 1796                                     | 1800          | Jean Gaudin                  |           | Officier municipal. Notaire.                                                                        |
| 1800                                     | 1802          | Pierre Dupuy                 |           | Président de l'administration municipale. Receveur de navigation.                                   |
| 1802                                     | 1802          | René-Joseph Charil de Ruillé |           | Rentier.                                                                                            |
| 1803                                     | 1805          | Julien Levaillant            |           | |
| 1805                                     | 1806          | Pierre Lemaux                |           | |
| 1806                                     | 1815          | Thomas Gosse                 |           | Cultivateur.                                                                                        |
| 1815                                     | 1815          | Louis de Tanoüarn            |           | Comte.                                                                                              |
| 1815                                     | 1816          | René Lebeau                  |           | |
| 1816                                     | 1821          | Ange Avenier de Lagrée       |           | Il fut aussi maire de Guipry.                                                                       |
| 1821                                     | 1830          | Louis de Tanoüarn            |           | Déjà maire avant 1815.                                                                              |
| 1830                                     |               |                              |           | |
| 1842                                     | 1846          | Julien Lory                  |           | Propriétaire marchand.                                                                              |
| 1846                                     | 1848          | Julien Brard                 |           | Cultivateur.                                                                                        |
| 1848                                     | 1860          | Louis Victor Perret          |           | |
| 1860                                     | 1878          | Adolphe de Tanoüarn          |           | Propriétaire. Fils de Louis de Tanoüarn, maire vers 1835                                            |
| 1878                                     | 1884          | Auguste Heuzé                |           | Propriétaire cultivateur.                                                                           |
| 1884                                     | 1904          | Ernest Lemarchand            |           | Médecin.                                                                                            |
| 1904                                     | 1906          | Julien Heuzé.                |           | Cultivateur. Fils de César Auguste Heuzé, maire probable entre 1878 et 1884.                        |
| 1906                                     | 1918          | Auguste Morault              |           | Marchand tailleur.                                                                                  |
| 1918                                     |               | Louis Paul Coppalle          |           | Premier adjoint au maire de Messac lors de son décès.                                               |
| avant 1921                               |               | Jean Robert                  |           | |
| avant 1927                               | après 1937    | Joseph Trochu                |           | Horloger-bijoutier. Réélu en 1929 et 1935                                                           |
| 1946                                     | mars 1959     | Auguste Morault              |           | Tailleur et commerçant en tissus. Fils d'Auguste Morault, maire entre 1906 et 1918.                 |
| mars 1959                                | mars 1989     | Philippe Heuzé               |           | Retraité de l'agriculture Chevalier de la Légion d’honneur (1978) Réélu en 1965, 1971, 1977 et 1983 |
| mars 1989                                | mars 2008     | Ange Geffrault               | DVD       | Retraité de l'agriculture Réélu en 1995 et 2001                                                     |
| mars 2008                                | décembre 2015 | Thierry Beaujouan            | DVG       | Comptable Réélu en 2014                                                                             |

Messac appartient à Vallons de Haute-Bretagne communauté depuis le 1er janvier 2014 ; auparavant, elle se situait dans la communauté de communes de Moyenne Vilaine et Semnon.

## Démographie
L'évolution du nombre d'habitants est connue à travers les recensements de la population effectués dans la commune depuis 1793. À partir du 1er janvier 2009, les populations légales des communes sont publiées annuellement dans le cadre d'un recensement qui repose désormais sur une collecte d'information annuelle, concernant successivement tous les territoires communaux au cours d'une période de cinq ans. 
Pour les communes de moins de 10 000 habitants, une enquête de recensement portant sur toute la population est réalisée tous les cinq ans, les populations légales des années intermédiaires étant quant à elles estimées par interpolation ou extrapolation. Pour la commune, le premier recensement exhaustif entrant dans le cadre du nouveau dispositif a été réalisé en 2004,.
En 2013, la commune comptait 2 991 habitants, en évolution de +12,19 % par rapport à 2008 (Ille-et-Vilaine : +5,61 %, France hors Mayotte : +2,49 %).
| 1793  | 1800  | 1806  | 1821  | 1831  | 1836  | 1841  | 1846  | 1851  |
| ----- | ----- | ----- | ----- | ----- | ----- | ----- | ----- | ----- |
| 3 700 | 2 739 | 2 207 | 2 609 | 2 375 | 2 536 | 2 474 | 2 674 | 2 788 |

| 1856  | 1861  | 1866  | 1872  | 1876  | 1881  | 1886  | 1891  | 1896  |
| ----- | ----- | ----- | ----- | ----- | ----- | ----- | ----- | ----- |
| 1 965 | 2 104 | 2 312 | 2 386 | 2 508 | 2 639 | 2 616 | 2 726 | 2 729 |

| 1901  | 1906  | 1911  | 1921  | 1926  | 1931  | 1936  | 1946  | 1954  |
| ----- | ----- | ----- | ----- | ----- | ----- | ----- | ----- | ----- |
| 2 641 | 2 631 | 2 700 | 2 498 | 2 518 | 2 382 | 2 308 | 2 424 | 2 303 |

| 1962  | 1968  | 1975  | 1982  | 1990  | 1999  | 2004  | 2009  | 2013  |
| ----- | ----- | ----- | ----- | ----- | ----- | ----- | ----- | ----- |
| 2 175 | 2 169 | 2 212 | 2 232 | 2 276 | 2 243 | 2 477 | 2 726 | 2 991 |

On observe, à partir de 1856, une diminution du niveau de la population consécutive au démembrement de la commune lorsque La Noë-Blanche devient indépendante en 1852.

## Sports
- USGM Basket-ball Le site du club

## Lieux et monuments
La commune compte un seul monument historique : le temple de la Coëfferie, ancienne chapelle d’une commanderie de Templiers édifiée en 1217. Elle a été inscrite par arrêté du 2 mars 1981.

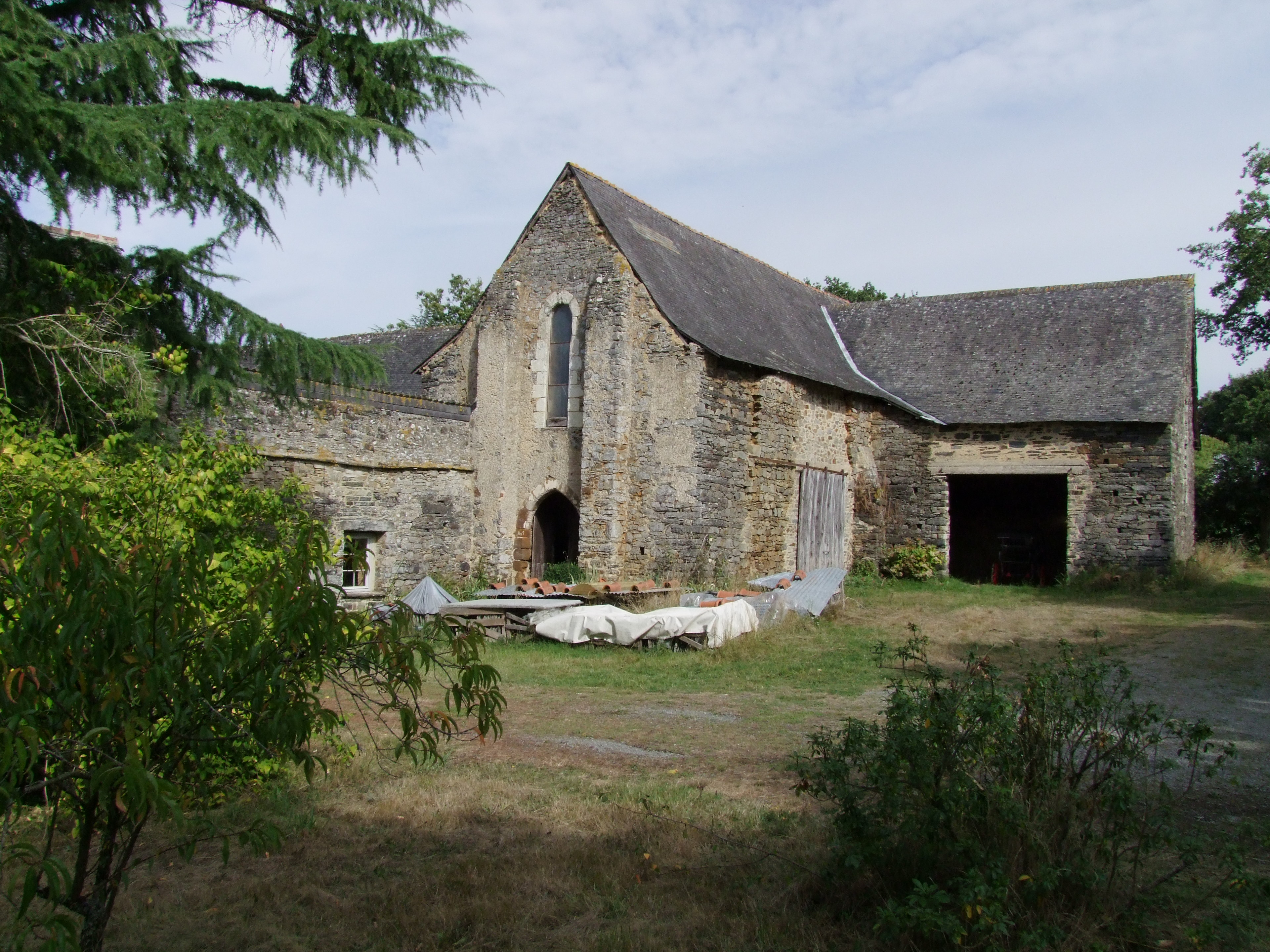
Vue extérieure d'ensemble.
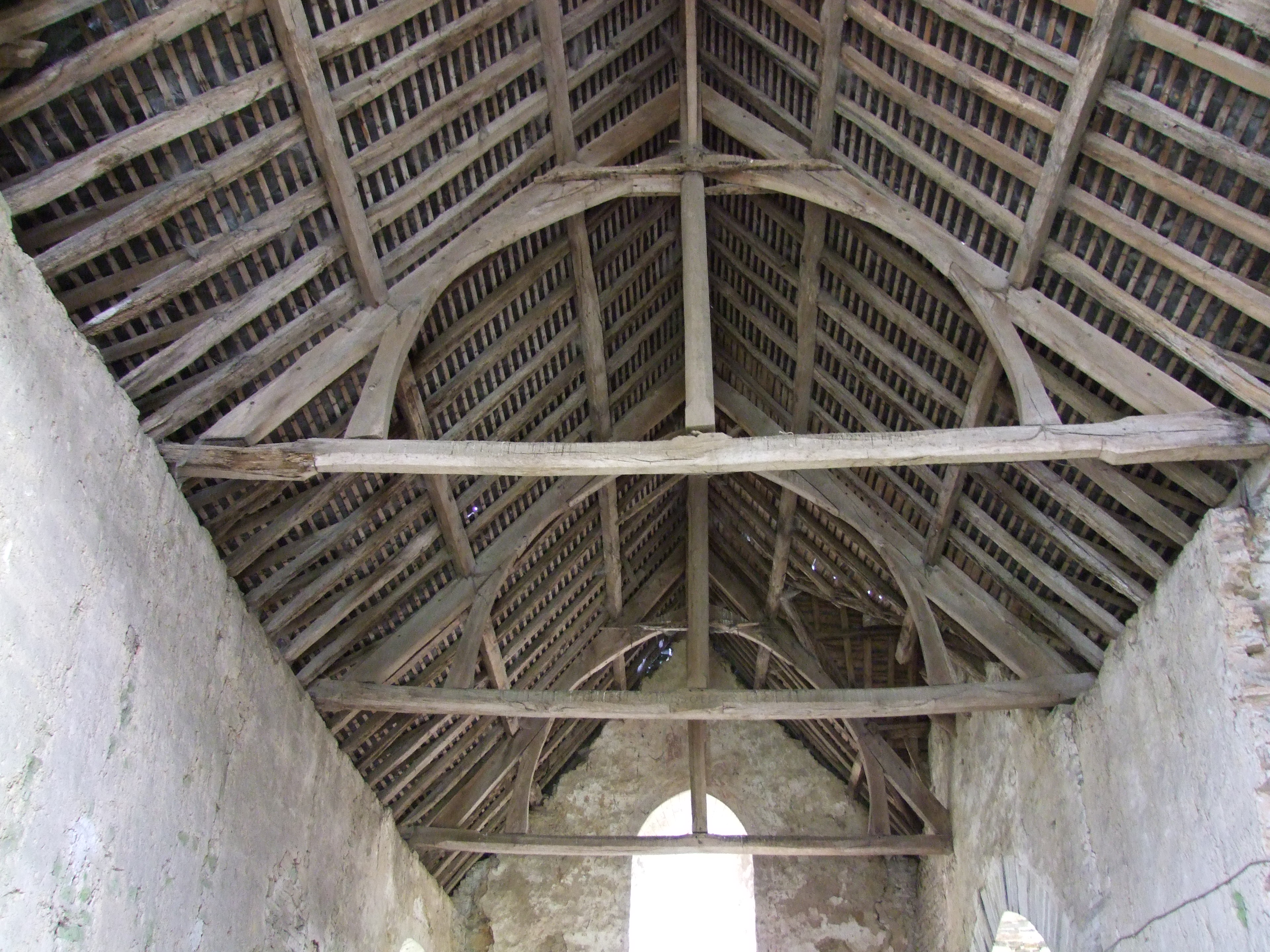
La charpente de la nef.
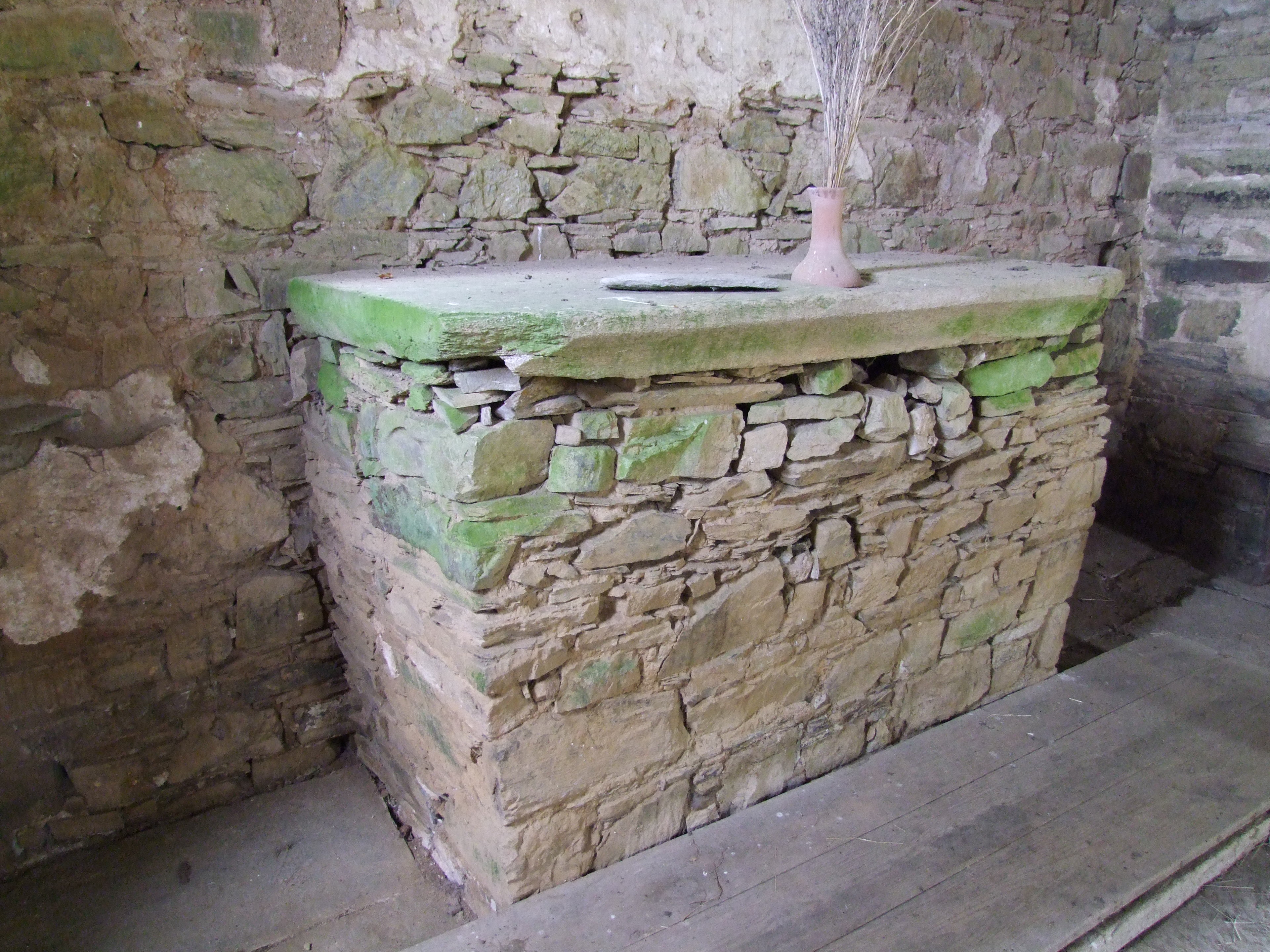
L'autel.

- L'église paroissiale Saint-Abdon-et-Saint-Sennen, dédiée à saint Abdon et saint Sennen : son chœur et une partie de la nef datent du XIIe siècle, les arcades du bas-côté sud du XIVe siècle, le bas-côté nord et la chapelle nord du XVIe siècle ou du XVIIe siècle ; l'architecte Paul Langlois a reconstruit le clocher en 1866 et les bas-côtés prolongés par Arthur Regnault en 1902[57] ;

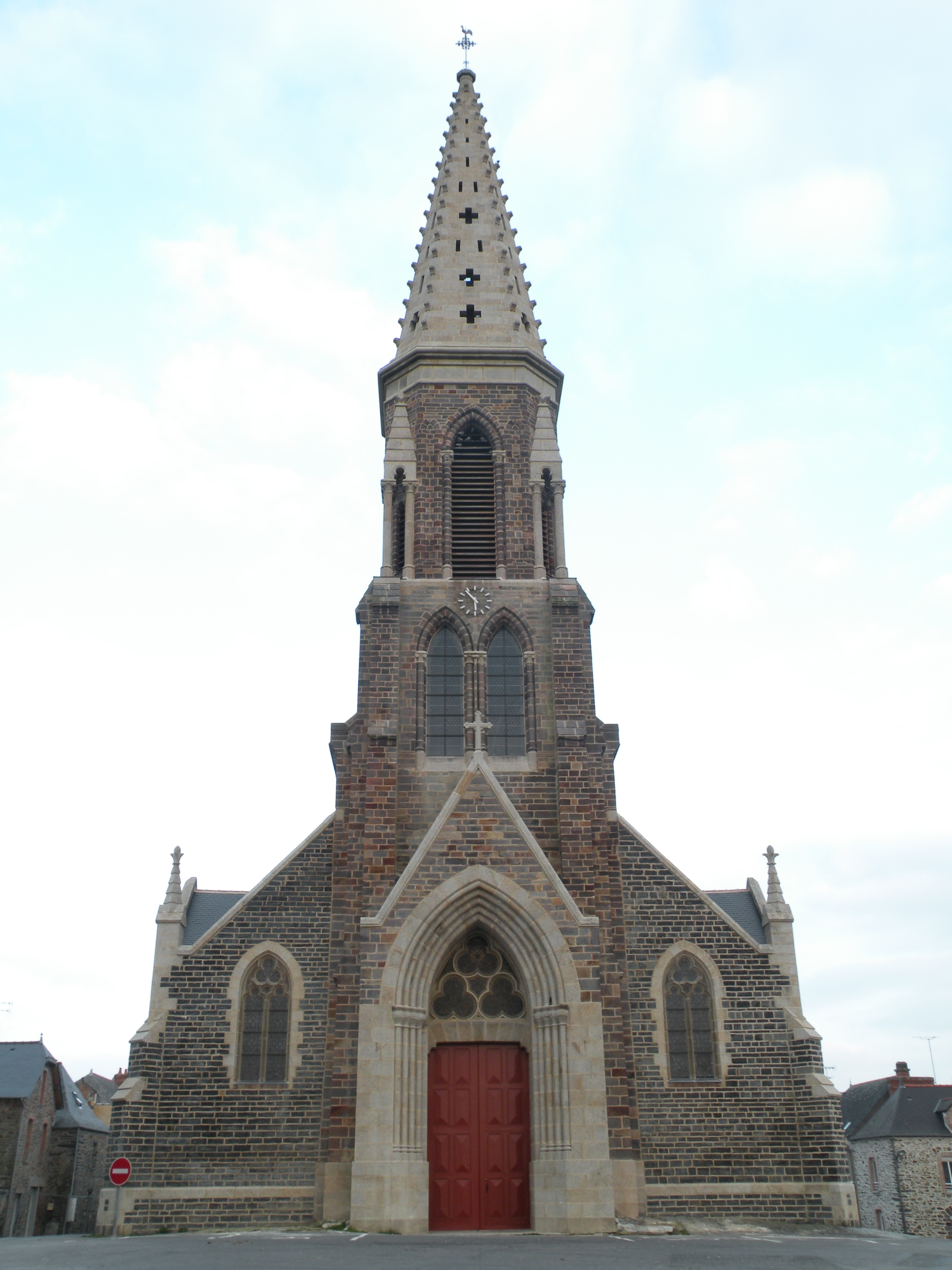
L'église Saint-Abdon-et-Saint-Sennen : la façade.
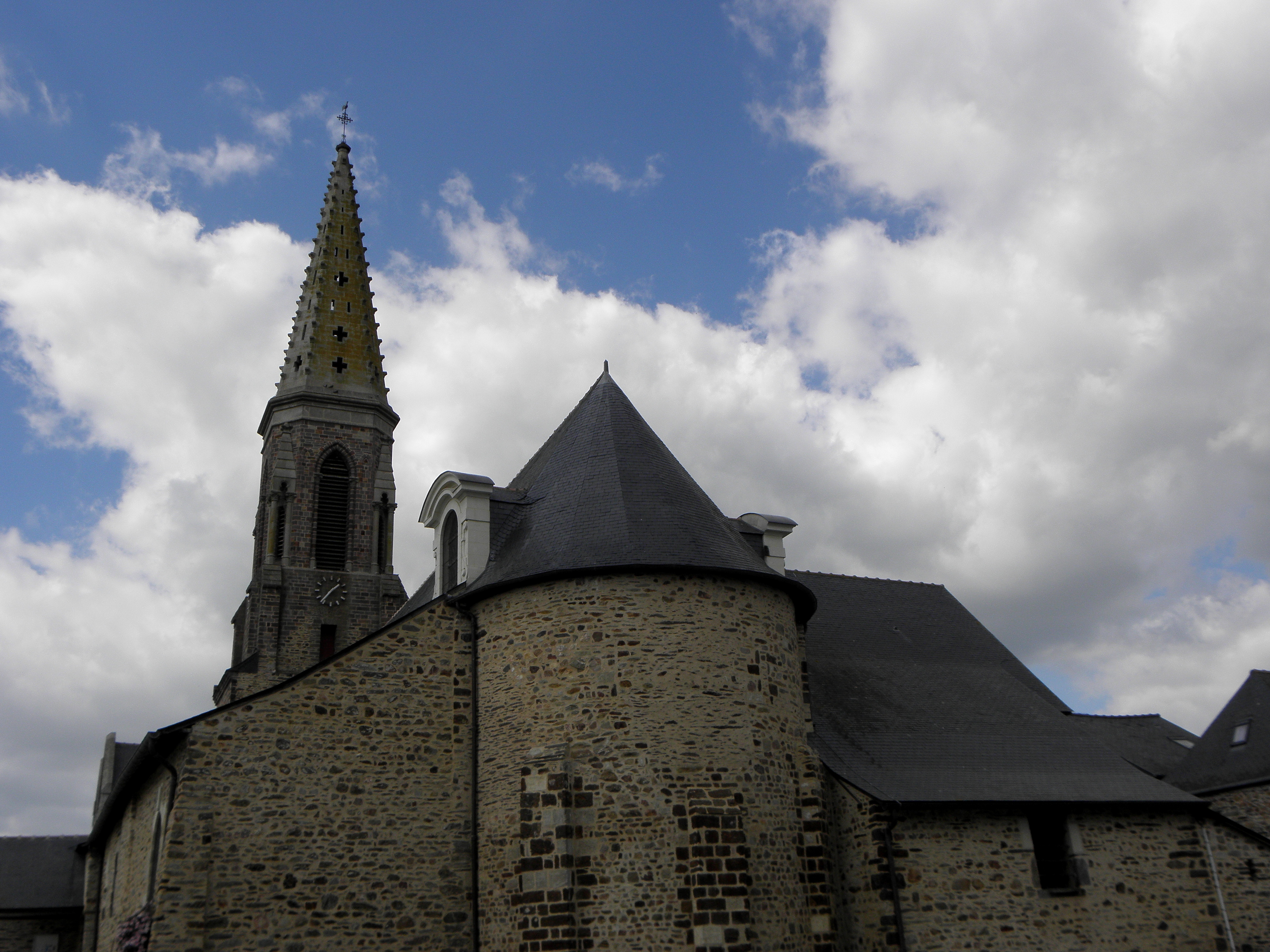
Vue extérieure : le chevet.
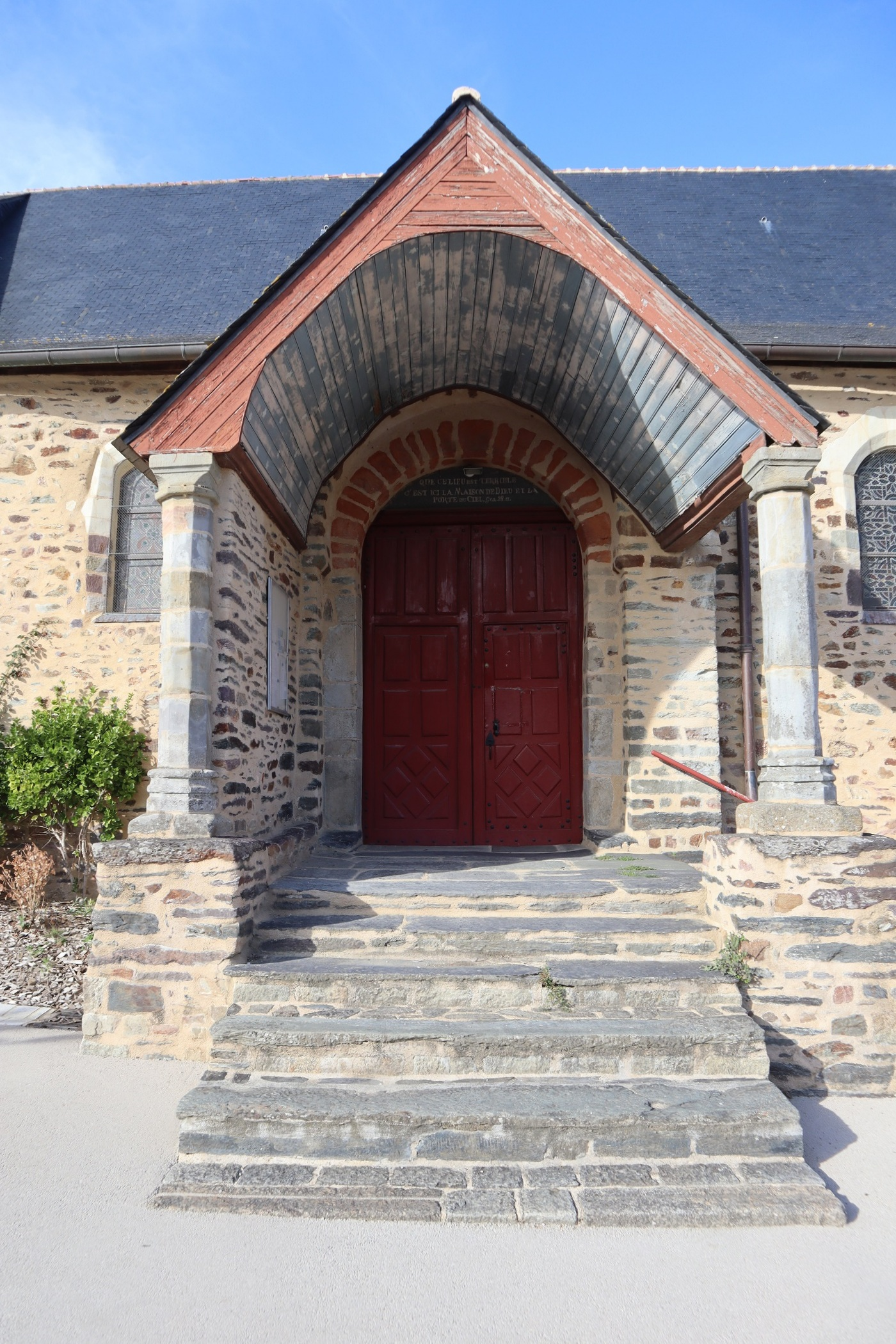
Vue extérieure : le porche.
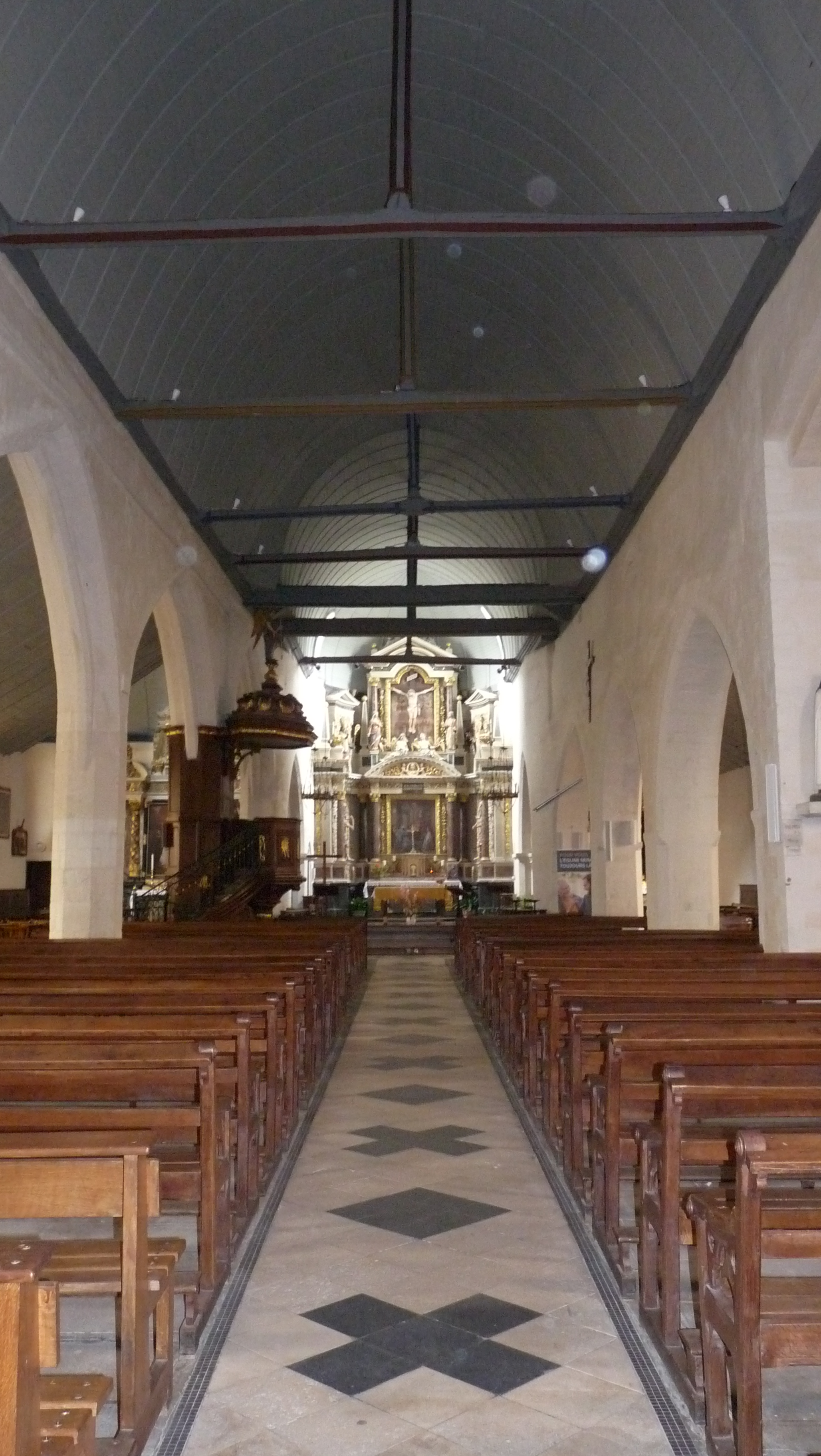
Vue intérieure : la nef.
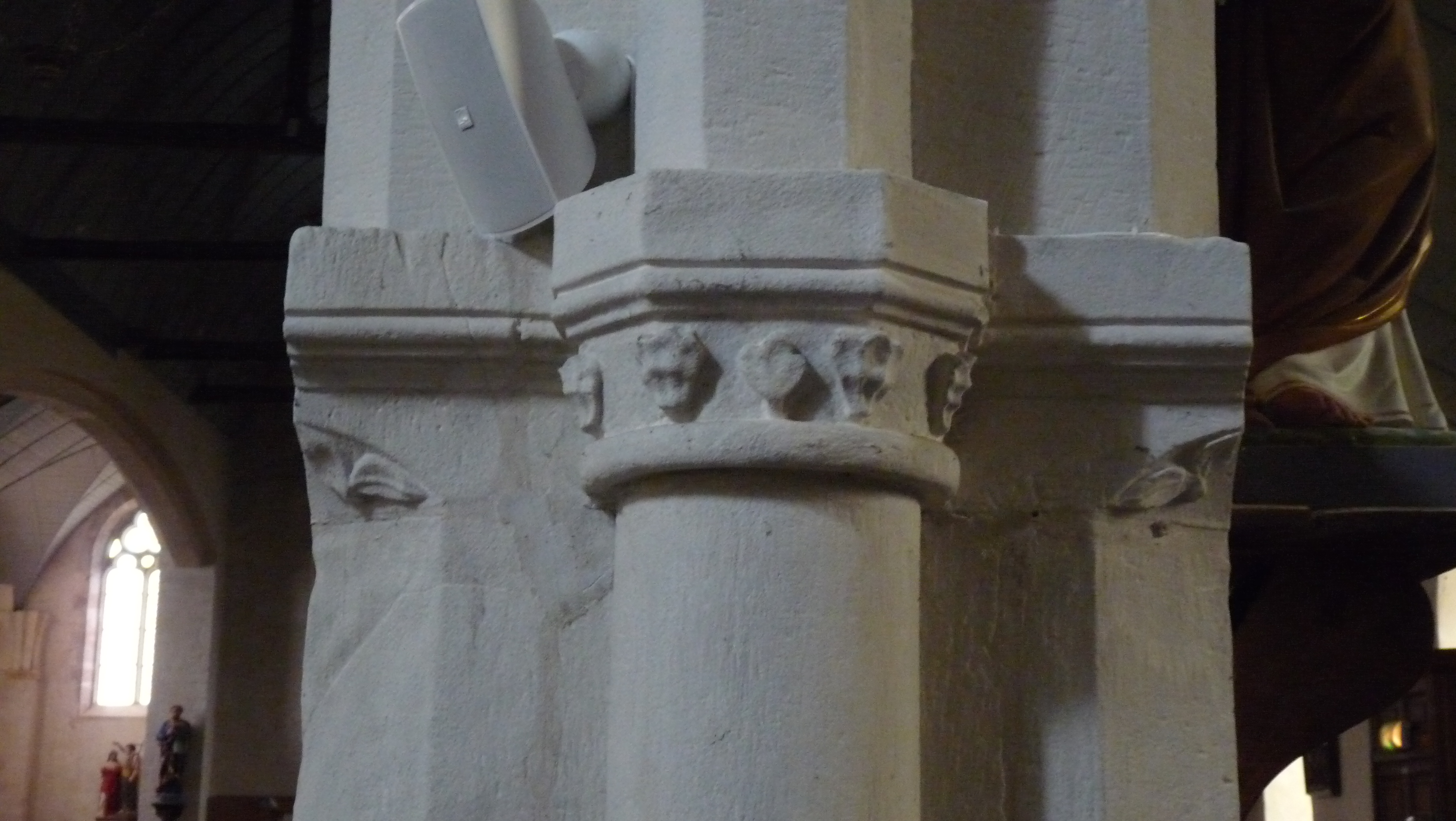
Vue intérieure : détail d'un chapiteau.
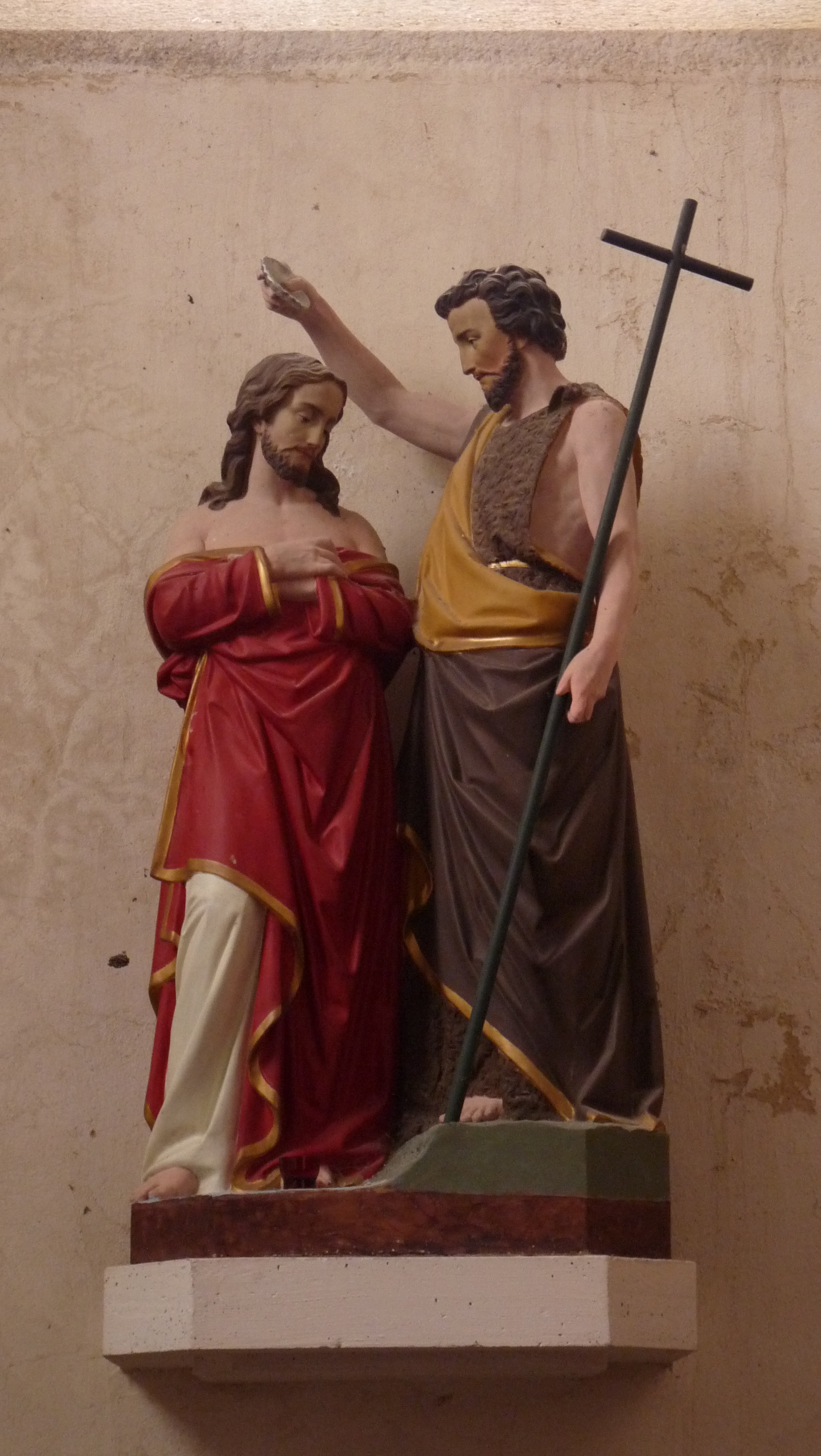
Groupe sculpté du Baptême de Jésus.

- Le Port, signalé au XIe siècle, est l'ancien port de la ville de Rennes[réf. nécessaire].
- Château de Bœuvres construit probablement pour François Huart au début du XVIIe siècle, incendié pendant la Révolution française. Il a été restauré et remanié vers 1900[58].

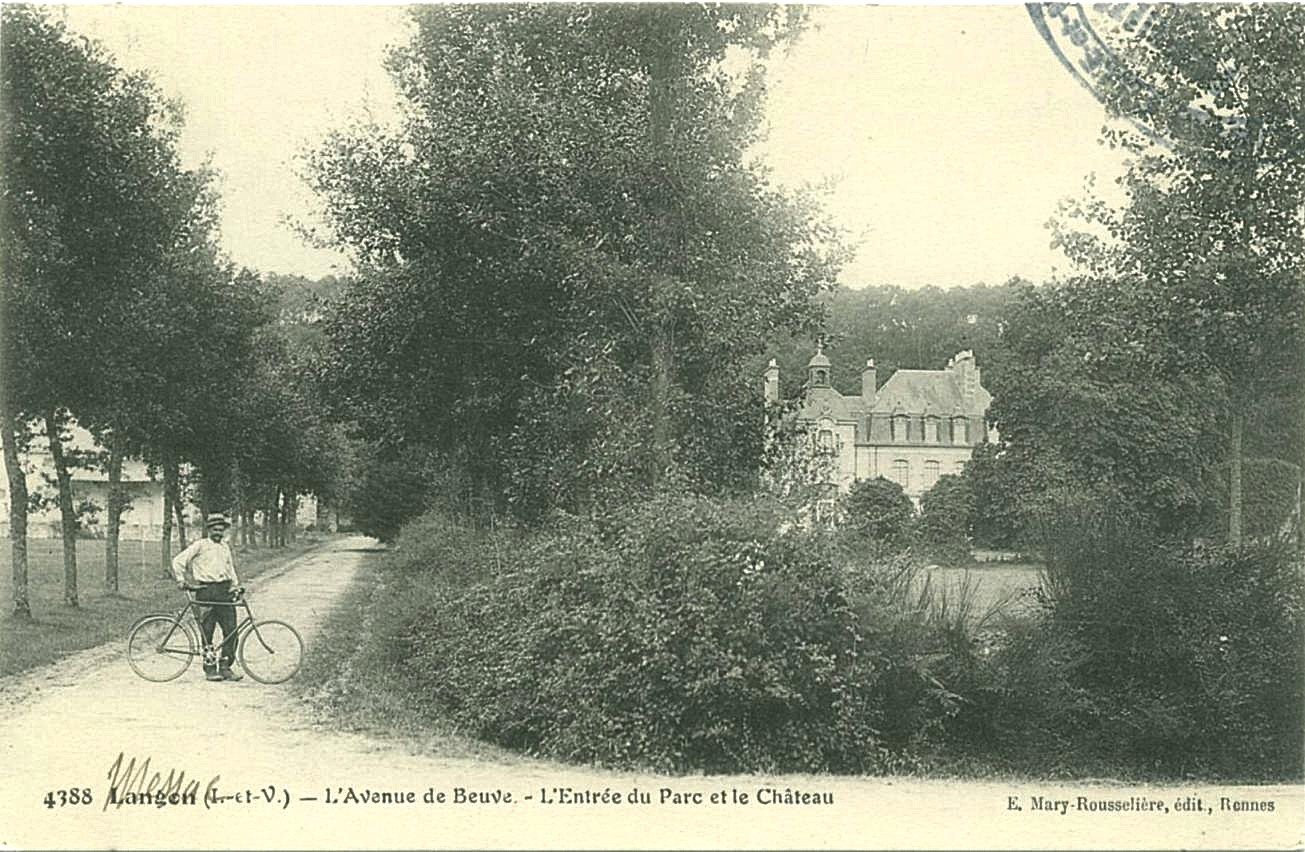
Le château de Bœuvres et son parc au début du XXe siècle (carte postale).
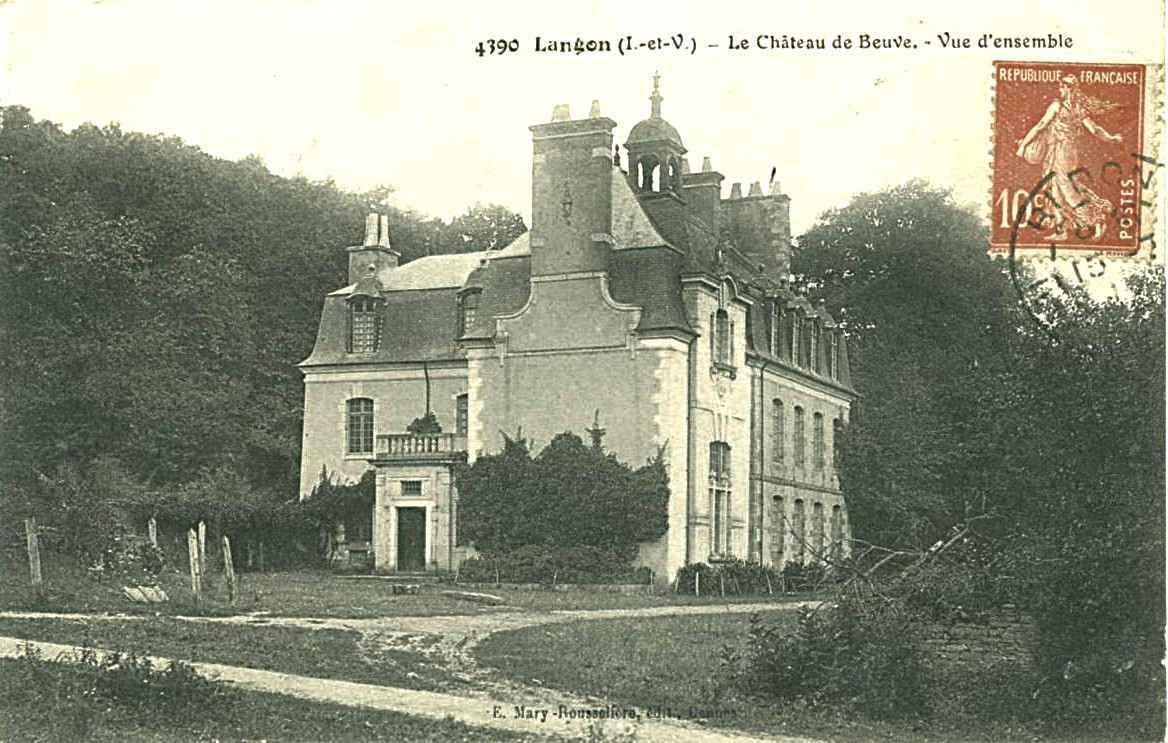
Le château de Bœuvres au début du XXe siècle (carte postale Mary-Rousselière).

- Château du Hardaz, motte féodale avec fossés mentionnés en 1685. Vestiges d'un château construit au XVIIe siècle.
- Château de La Pommeraie, autrefois nommé Coascon-Bardoul, construit dans la première moitié du XVIIe siècle. Il subsiste un logis, un colombier et une chapelle.
- Château de Vautenet, du XVIe siècle, avec une chapelle du XVIIe siècle. Ancien siège d'une haute justice.
- Le Bois-Jacquelin, maison de maître construite en 1848 par Joseph Hervouin, constructeur de travaux chargé de la surveillance du tronçon de la Vilaine entre Bourg-des-Comptes et Malon[59] ; Amélie Naundorff, dite princesse Amélie de Bourbon, y a vécu.

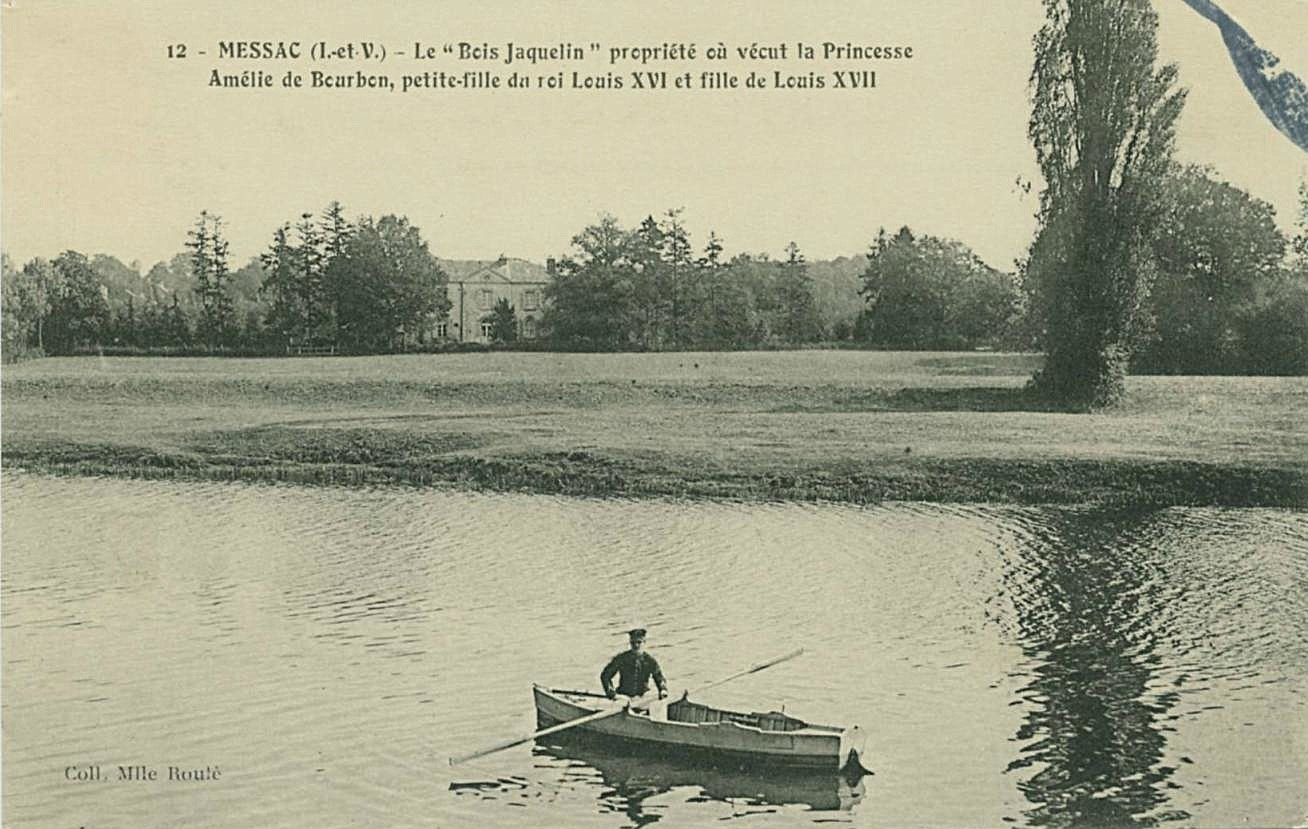
La Vilaine et le Bois-Jacquelin au début du XXe siècle (carte postale).
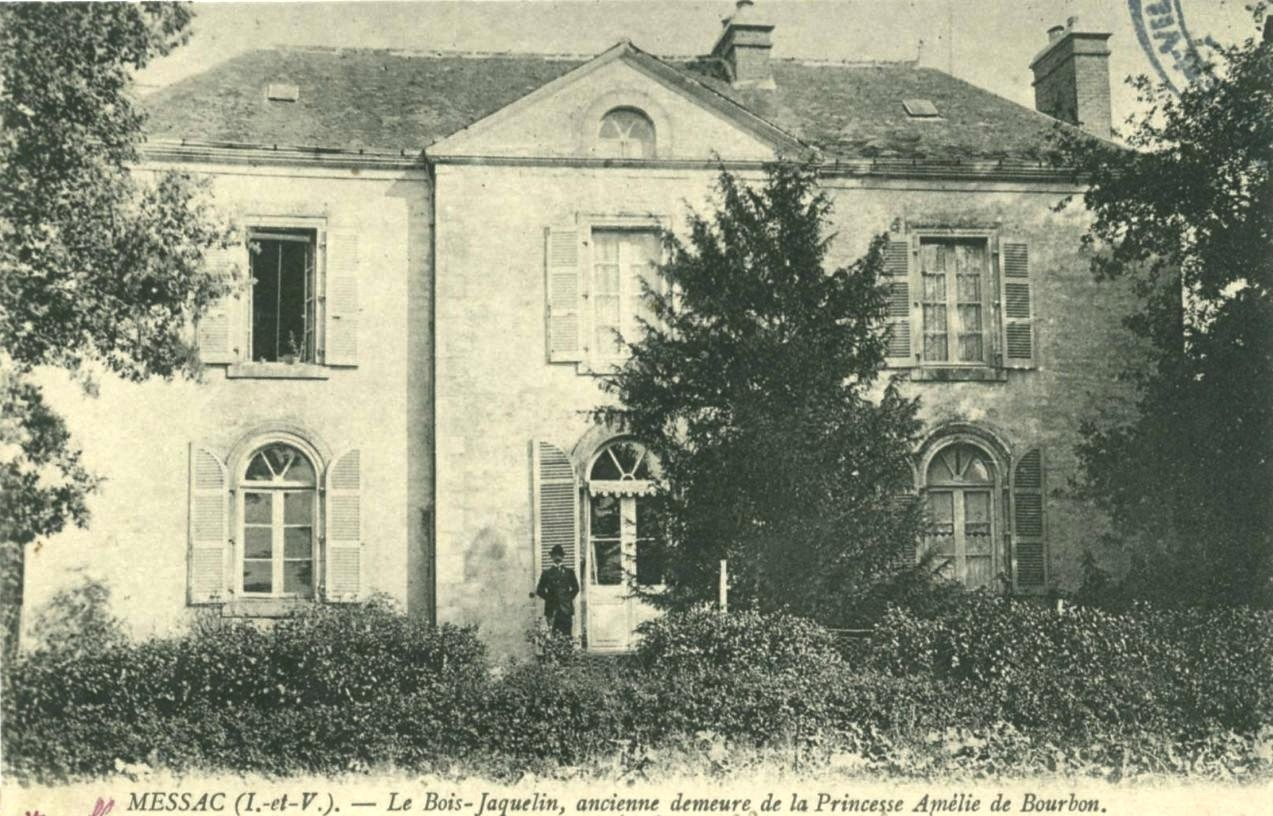
Le Bois-Jacquelin au début du XXe siècle (carte postale).

- Menhirs des Grées.

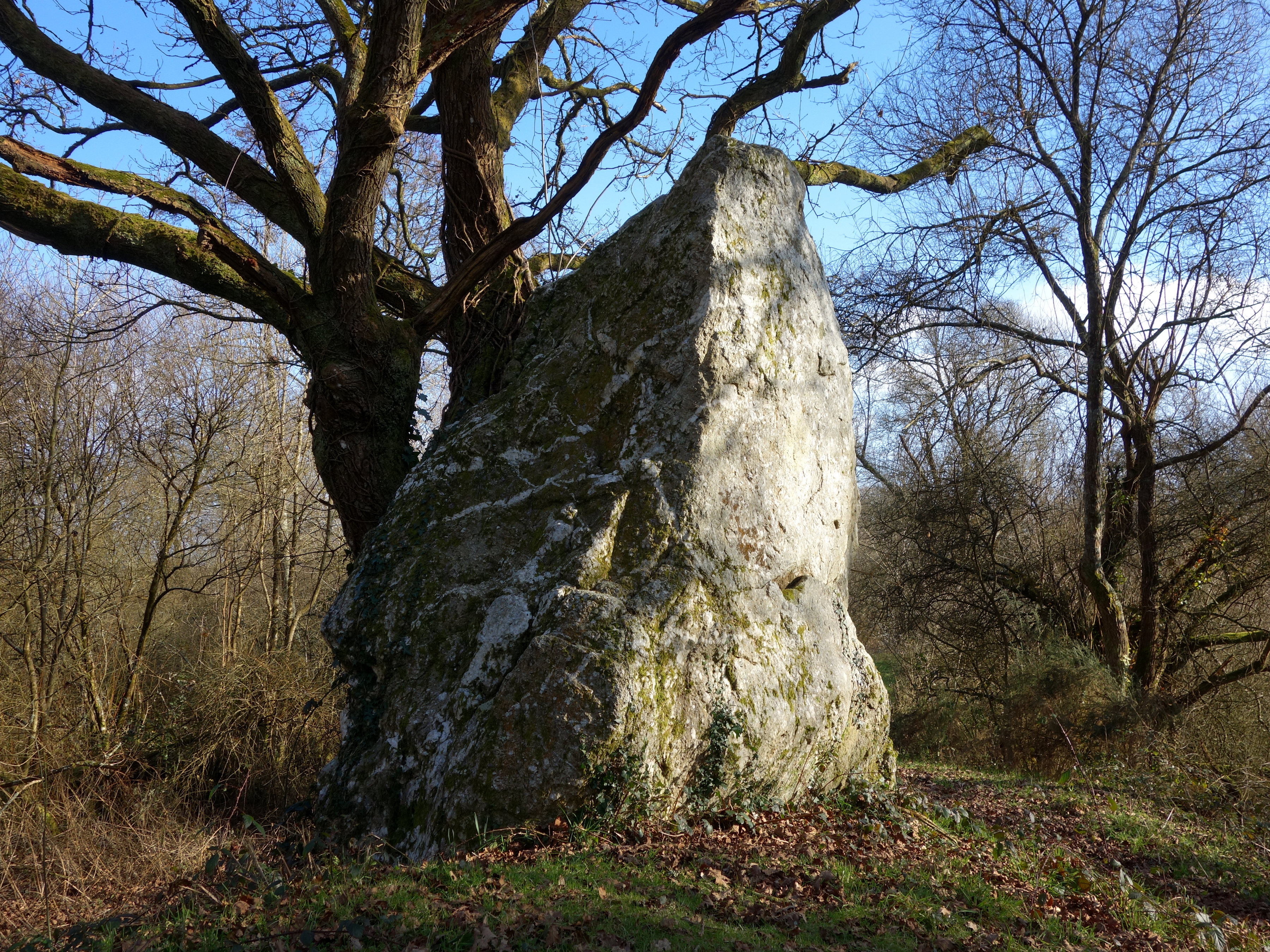
Le grand menhir des Grées en 2015.

- Moulin à eau de Raulin.
- Moulin à vent de Corméré.
- Moulin à vent de Bodel.
- Le site des Corbinières

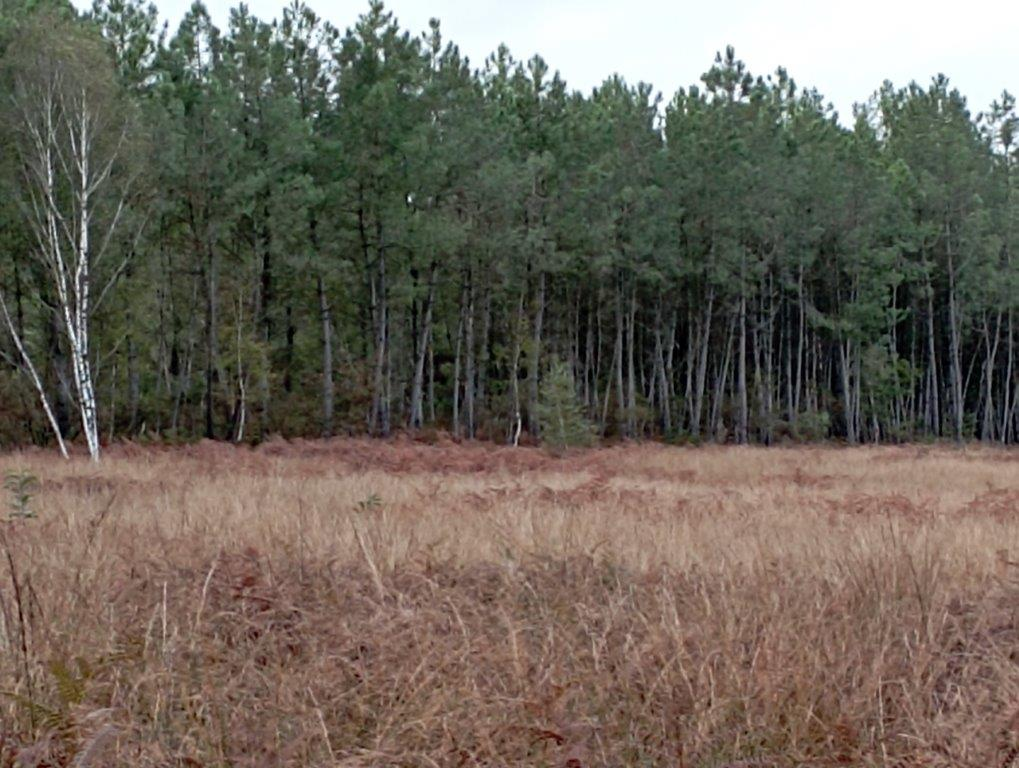
Le site des Corbinières : le bois de Baron.
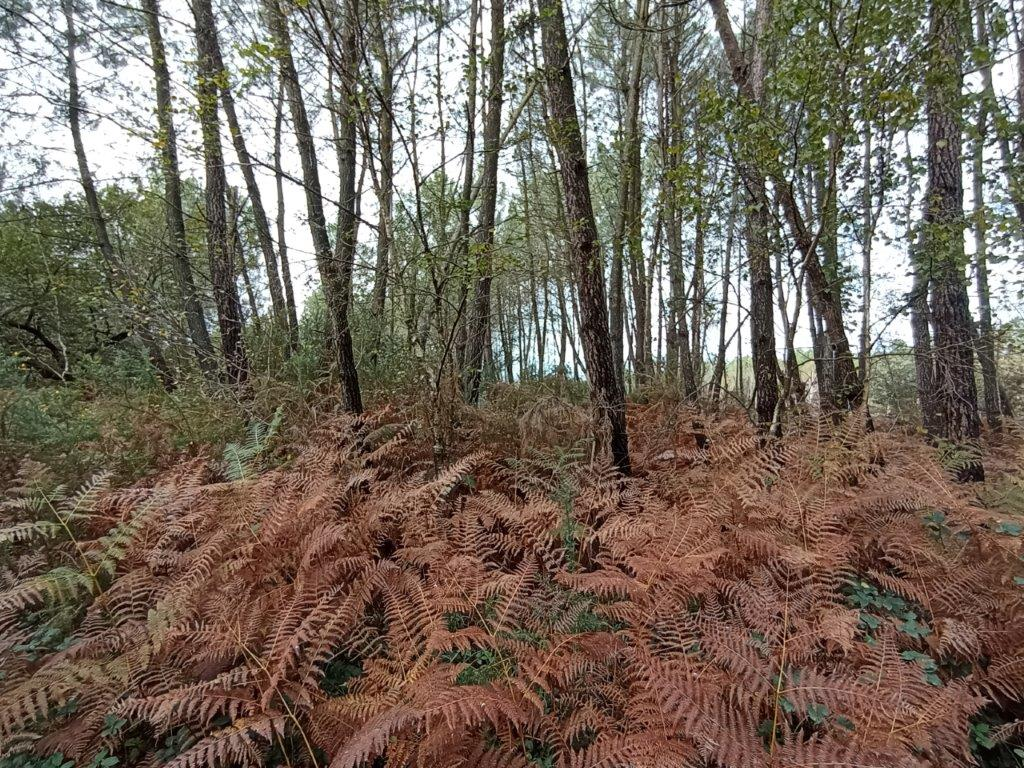
Le site des Corbinières : le bois de Baron.

## Personnalités liées à la commune
- Erispoë roi de Bretagne, fils de Nominoë, livre une bataille au Port-Neuf contre les troupes de Charles le Chauve commandées par Renaud de Nantes (Rainald), en l'an 843 (Bataille de Messac). Il y est battu.
- Thomas Le Roy né à Tréhel, en Messac, de Raoul Le Roy et de Marie de Cazillon ; décédé à Rome, évêque élu de Dol, le 21 octobre 1524.
- Jean-Baptiste de Pontcarré de Viarmes Intendant de Bretagne (château de Boeuvres).
- Denis Denis, sieur des Noës, natif de Messac, mais habitant l'île de Saint-Domingue, légua par testament du 10 mars 1739, 10 000 livres aux pauvres de sa paroisse natale, ordonnant que chaque année les marguilliers de Messac en distribueraient la rente aux cinquante pauvres les plus nécessiteux, après avoir pris l'avis du recteur.
- Frère Bernot[60]  premier ermite de Boeuvres (décédé en 1733), ayant vécu sur un éperon rocheux dominant la Vilaine sur le site de Corbinières.
- Frère Jacques-Noël Félin[61], frère du Tiers-Ordre de Saint-François (décédé au port de Messac le 18 juillet 1759), deuxième ermite de Boeuvres, ayant creusé son habitation à l'intérieur même du rocher.
- Jean-Marie Nicolas Fréteau, XVIIIe, médecin, (spécialiste des émissions sanguines). Jean Marie Nicolas Freteau a eu une fille qui a eu une relation avec Eugène de Beauharnais, le fils de Joséphine de Beauharnais. Né le treize mars 1767, à Messac, il acheva ses études à Paris, et s'établit d'abord à Nantes, puis plus tard à Paris. Il fut membre de la Société académique de Nantes et de Loire-Atlantique, pour laquelle il rédigea, en 1819, un mémoire sur l'état de l'agriculture dans les départements de l'ancienne Bretagne. Il mourut le 9 avril 1823 à Nantes. Il pratiquait avec un égal succès la chirurgie et la médecine.
- Michel-Vincent Cawiezel et le cultivateur Blanchet du Port de Messac introducteurs de la pomme de terre en France selon Antoine Parmentier.
- Amélie Naundorff, fille de Karl-Wilhelm Naundorff qui prétendait être Louis XVII, née à Spandau en Prusse le 31 août 1811, décédée au  « Bois Jacquelin » à Messac le 28 décembre 1891 et enterrée au cimetière de Messac (carré 2, à gauche, 2e rang, 3e tombe).
- Le général Marcel Allard[Note 12], chef de l’Armée secrète pour la zone M2 en 1944. Son épouse Marguerite et sa belle-fille Madeleine ont été arrêtées le 1er décembre 1943 après avoir protégé sa fuite, et déportées à Ravensbrück. Marguerite y a été assassinée par les nazis en février 1945, Madeleine est rentrée en mai 1945, très malade[62].
- Louis Bourgeais, chef du groupe de résistance, 1942-1944[Note 11].
- Gaël Taburet (1919-2017), né le 12 novembre 1919 à Messac, engagé dans l'armée de l'air à 18 ans, aviateur et héros de l'escadrille Normandie-Niemen[63], décoré de cinq médailles soviétiques, dont celle de l'ordre du Drapeau Rouge.
- Georges Le Sant né à Messac le 5 décembre 1914, son père était chef de chantier dans le bâtiment. Fusilier marin, engagé dans la France libre, en juillet 1940 il est affecté à sa demande au 1er Bataillon de Fusiliers Marins ; il terminera la guerre au grade de maître-principal et compagnon de la Libération. Il quitte la Marine nationale en 1959 Officier des Équipages de 1re classe. Décédé le 13 septembre 2000.
- Henri Chenais, né à Messac le 18 novembre 1908, épouse en 1935 Madeleine Lorin, fille d'un industriel local. Officier-mécanicien sur le sous-marin l'Ajax coulé lors de la bataille de Dakar le 24 septembre 1940, il est repêché par les Anglais et rejoint le Général de Gaulle à Londres. Il terminera sa carrière en 1968 au grade de vice-amiral. Décédé le 8 septembre 2000, il est enterré à Antrain.
- L'abbé Vincent Cawiezel (prêtre Irlandais) a planté à Messac en 1771, des pommes de terre pour la première fois en France[64].
- Elton « Pete » Hoyt (1920-2008), pilote américain du « Battlin'Bobbie », d'un B17 qui s'est écrasé dans la commune le 16 septembre 1943. Administrateur de plusieurs firmes dans l'Ohio.
- Michel Briand, né à Messac, prêtre missionnaire à Haïti, victime d'une prise d'otages en avril 2021 à  Port-au-Prince.